# Palladianisme
Vous lisez un « bon article » labellisé en 2009.

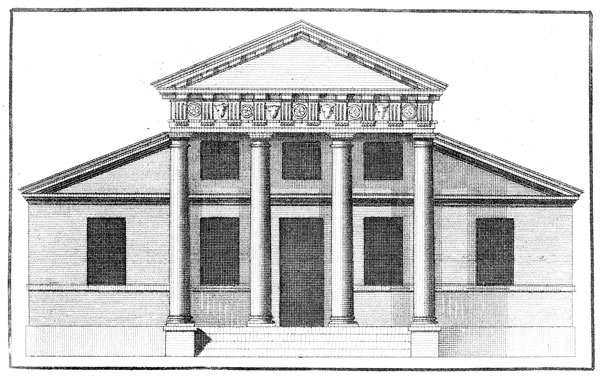
Une villa avec un portique superposé, venant de la quatrième section du livre Les Quatre Livres de l'architecture par Andrea Palladio.

Le palladianisme est un style architectural originaire de Vénétie lancé par l'architecte italien Andrea Palladio à l'époque de la Renaissance ; il s'applique également aux édifices s'en inspirant au milieu du XVIIe siècle. Un renouveau a lieu à partir du XVIIIe siècle ; on emploiera alors l'expression néo-palladianisme,, sans qu'on puisse constater une synthèse réelle avec les styles locaux.
Le palladianisme connut un fort engouement au XVIe siècle en Italie, principalement en Vénétie, où Palladio créa la majeure partie de son œuvre. Ce style eut un bref succès au milieu du XVIIe siècle en Europe, grâce au Grand Tour effectué en Italie par de jeunes étudiants. Au début du XVIIIe siècle, il revint à la mode, sous l'appellation de néo-palladianisme, dans beaucoup de pays d'Europe (en France et en Irlande notamment, ainsi qu'en Europe du Nord et en Russie). Plus tard, lorsque ce style perd son influence en Europe, il renaît en Amérique du Nord, notamment sous la forme des édifices imaginés par Thomas Jefferson.
Le style est toujours populaire en Europe au XIXe siècle et au début du XXe siècle, où il est fréquemment employé pour la construction d’établissements publics et municipaux. À partir de la seconde moitié du XIXe siècle, il est concurrencé par le style néogothique, dont les maîtres en Angleterre tel Augustus Pugin, rappellent que le palladianisme vient d'anciens temples et le considèrent trop païen pour le culte protestant et anglo-catholique. Cependant, en tant que style architectural, il prolonge sa popularité et son évolution ; son fronton, sa symétrie et ses proportions influencent clairement la création des nombreux bâtiments contemporains. Alors que certains critiquent sa froideur et son manque de fantaisie, d'autres y voient un style international et rationaliste qui s'applique particulièrement aux villas de campagne.

## L’architecture d’Andrea Palladio

### Le concept et les proportions

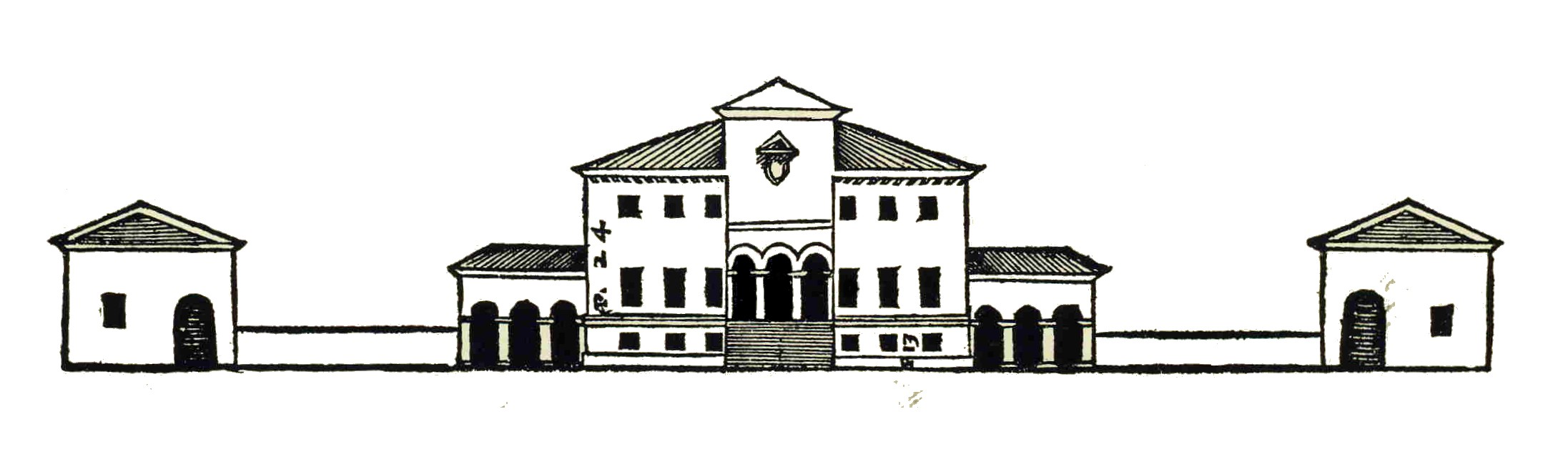
Dessin de la Villa Godi Malinverni par Palladio, tiré du livre Les Quatre Livres de l'architecture.

Les édifices entièrement conçus par Palladio se trouvent à Venise et dans sa région, la Vénétie, avec un somptueux groupement de palais à Vicence, aujourd’hui vantée dans les guides touristiques comme la ville de Palladio. Le patrimoine de Palladio inclut les villas de Vénétie et des églises telles que l’église du Rédempteur de Venise. Dans son traité d’architecture Les Quatre Livres de l'architecture, Palladio suivit les principes définis par l’architecte romain Vitruve et son disciple du XVe siècle, Leon Battista Alberti, qui adhéra aux théories de l’architecture romaine classique basée sur des proportions mathématiques plutôt que de riches ornements caractéristiques du style Renaissance.
Palladio concevait les élévations de ses villas selon les façades des temples romains. L’influence de ces temples devint plus tard la marque de fabrique de son œuvre. Les villas palladiennes sont généralement construites sur trois niveaux : un sous-sol ou rez-de-chaussée rustique qui comprenait les services pour la domesticité et les pièces moindres. Au-dessus, le piano nobile (étage noble), accessible par un portique atteint par une volée de marches. Cet étage accueille la salle de réception et les chambres. Au-dessus encore, se trouve une mezzanine basse avec les chambres secondaires et logements. Les proportions de chaque pièce de la villa étaient calculées selon des règles mathématiques simples avec des rapports tels que 3⁄4 ou 2⁄3 et les autres pièces étaient interdépendantes de ces ratios. Précédemment, les architectes utilisaient ces formules pour équilibrer une simple façade ; Palladio se servait de ces formules pour harmoniser tout l’édifice.

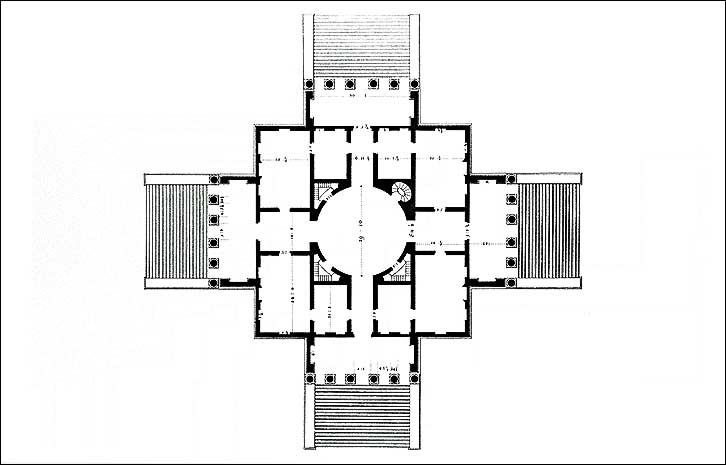
Plan cruciforme de la Villa Capra dite Rotonda.

D’après son traité d’architecture, Palladio définit sept proportions majeures :
1. le cercle ;
2. le carré ;
3. la diagonale du carré 1⁄√2 ;
4. un carré plus un tiers 3⁄4 ;
5. un carré plus un demi 2⁄3 ;
6. un carré plus deux tiers 3⁄5 ;
7. un double carré 1⁄2.

Palladio tente d’y expliquer l’impact de ces proportions sur l’inconscient humain :

« Les proportions des voix sont harmonie pour les oreilles, celles des mesures sont harmonie pour les yeux. De telles harmonies plaisent souvent beaucoup sans que quiconque sache pourquoi, à l'exception des chercheurs de la causalité des choses. »

### Fonctionnalité des demeures

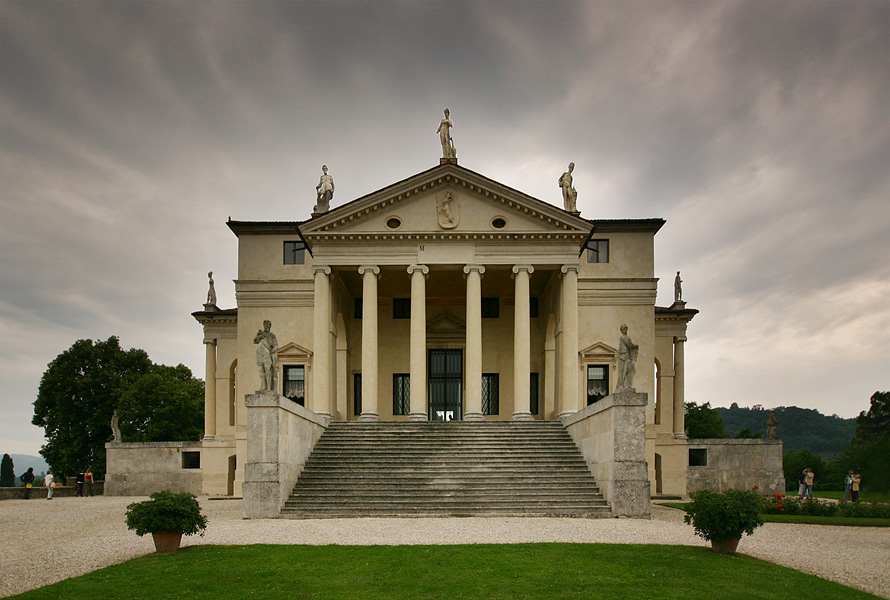
Villa Rotonda.

Palladio conçut toujours ses villas selon leur cadre. Lorsque les villas étaient sur des collines comme pour la Villa Rotonda, les façades étaient fréquemment conçues pour être identiques sur toutes les faces, ainsi les occupants avaient un excellent panorama dans toutes les directions. Aussi dans de tels cas, les portiques étaient construits sur toutes les faces, alors les occupants pouvaient apprécier pleinement la campagne environnante tout en étant protégés du soleil. Quelquefois, Palladio avait recours aux loggias comme alternatives aux portiques. Ceci peut être un simple portique encastré. Occasionnellement, une loggia pouvait être placée au deuxième étage au-dessus de la loggia du premier créant une double loggia. Les loggias avaient parfois plus de consistance en étant surmontées d’un fronton.
Palladio réfléchissait beaucoup au double emploi de ses villas en tant que fermes et luxueuses retraites pour riches propriétaires vénitiens. Ces édifices similaires à des temples ont souvent des ailes basses, égales et symétriques sur les côtés, servant de fermes, pour loger les chevaux, animaux de la fermes et les outils agricoles. En effet, les communs étaient parfois détachés de la villa, mais reliés par des colonnades ; les dépendances n’étaient pas seulement créées pour être fonctionnelles, mais aussi pour compléter et souligner la villa. Cependant, les ailes n’étaient pas considérées comme faisant partie de la demeure principale. C’est seulement au XVIIIe siècle avec les disciples de Palladio que ces ailes devinrent partie intégrante de la demeure.
James Ackerman est réputé pour sa vision du palladianisme et de ses atouts :

« Dans la génération de Palladio on ne trouve aucun autre architecte de premier plan qui soit né et ait été formé en Vénétie. Ceux qui venaient d’ailleurs, par exemple Sansovino et Sanmicheli, adaptèrent le langage de l’Italie centrale à la tradition vénitienne, mais n’assimilèrent jamais complètement, comme le fit Palladio, la magie byzantine, ni l’exquise légèreté et la luminosité de l’architecture vénitienne de la première Renaissance. La sensualité du style vénitien fut le catalyseur qui transforma les éléments érudits de la pensée de Palladio en une architecture toute humaine et la rendit accessible aux générations à venir. »

Palladianisme
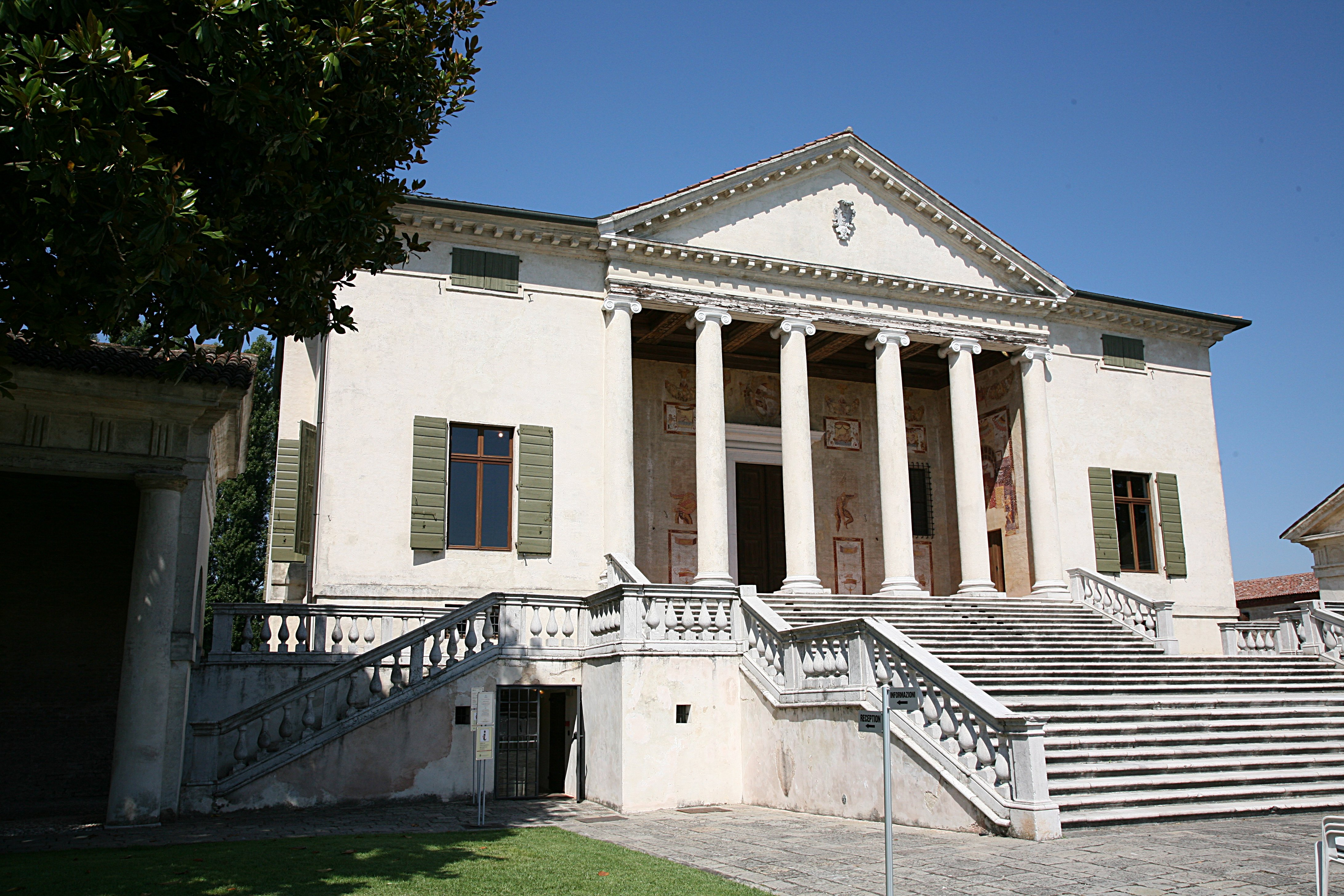
Villa Badoer.
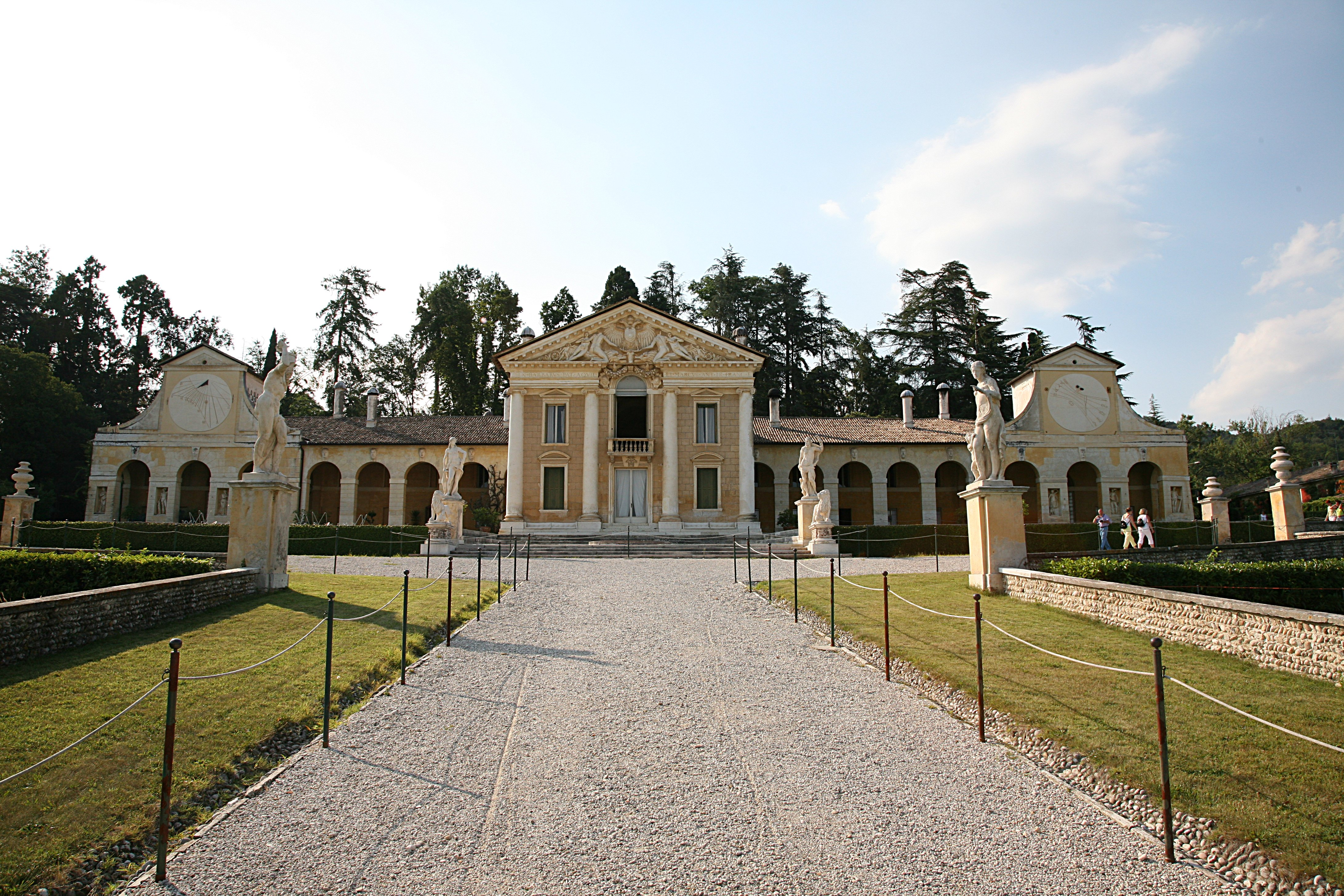
Villa Barbaro dite villa Volpi.
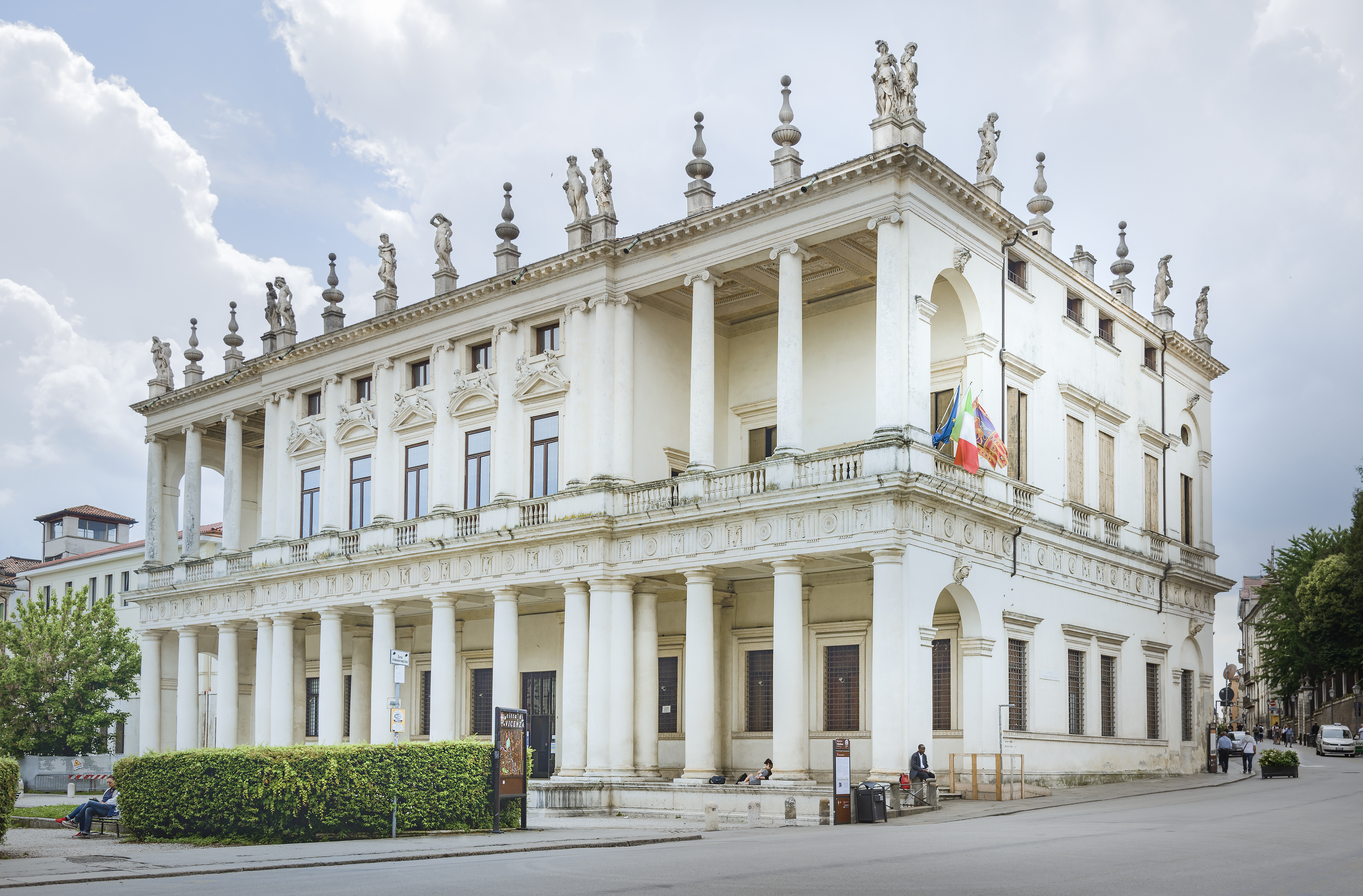
Palais Chiericati.
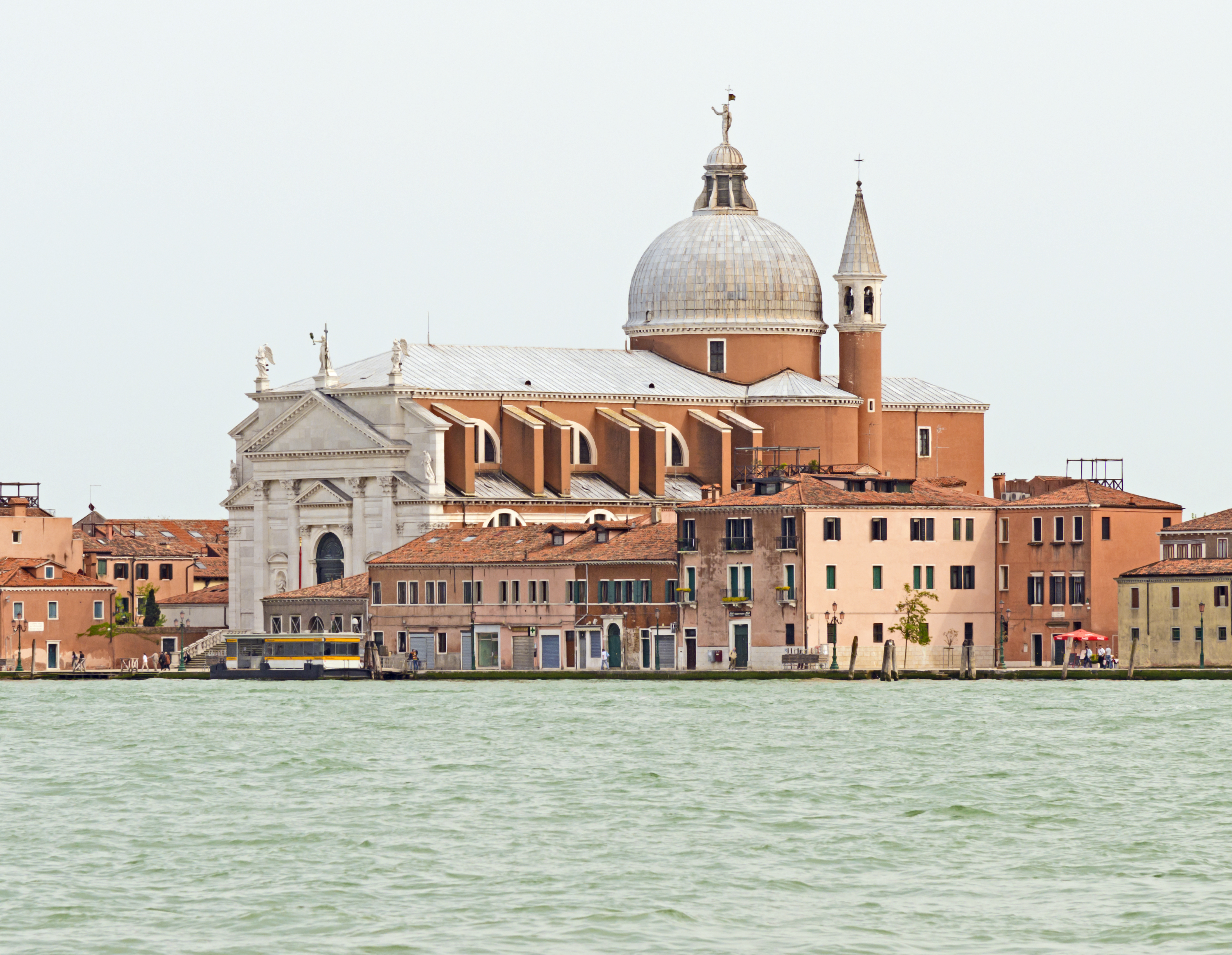
Église du Rédempteur de Venise.
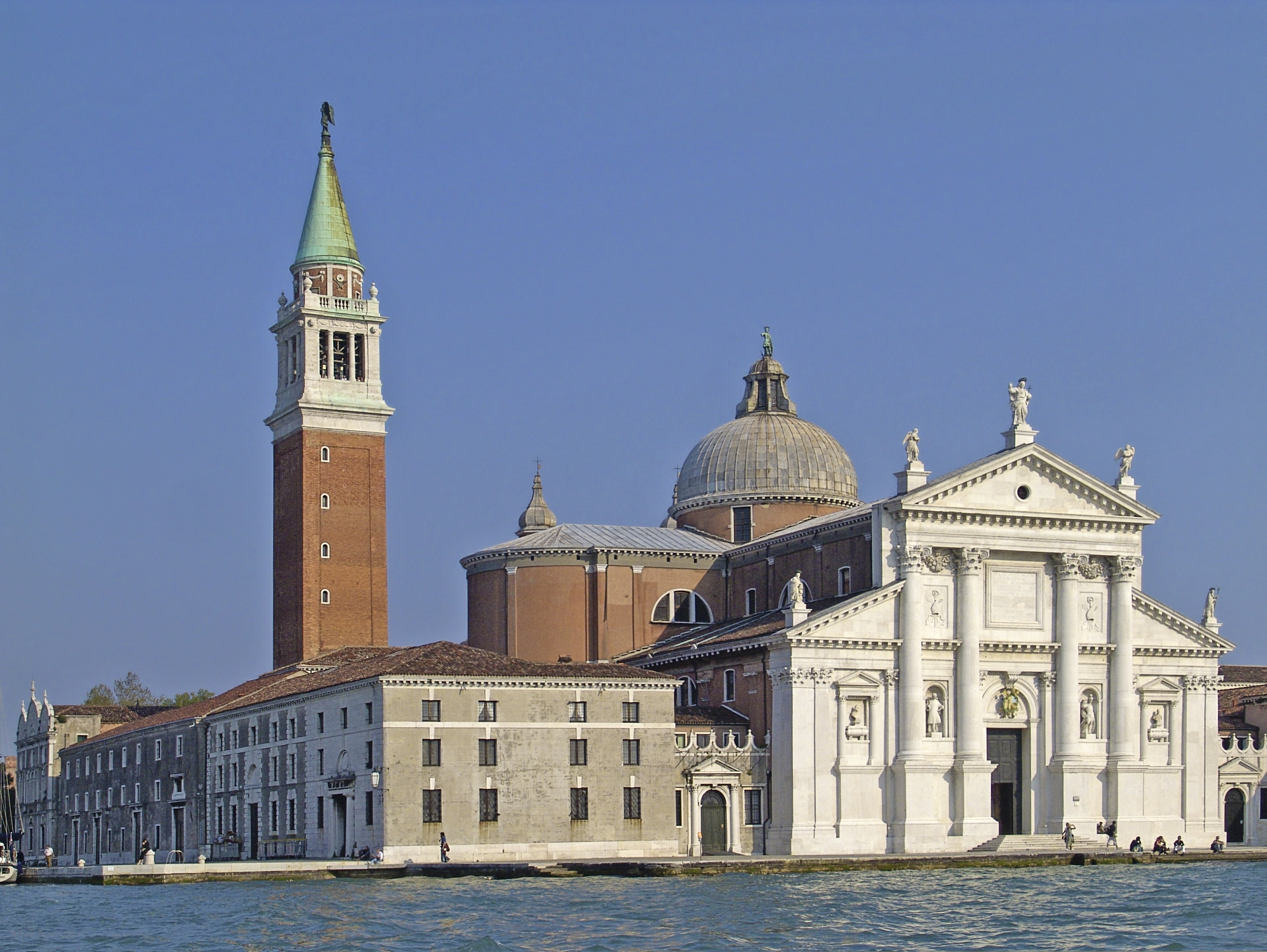
Basilique San Giorgio Maggiore de Venise.

### Les fenêtres palladiennes

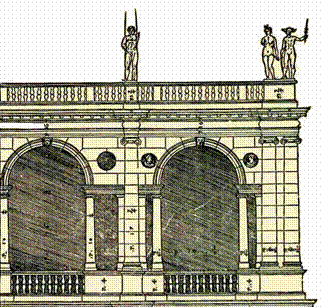
Serlienne. Détail d'un dessin de Quattro Libri dell'Architettura de Palladio.

La fenêtre palladienne (serlienne ou vénitienne) figure largement dans l’œuvre de Palladio. On peut la considérer comme sa marque de fabrique au début de sa carrière. Elle consiste en une baie centrale en plein cintre dont les impostes, composées de petits entablements portés par un pilastre et formant linteau de deux baies latérales. Dans la librairie de Venise, Sansovino modifia ce concept en remplaçant les pilastres internes par des colonnes. Ce type de fenêtre trouve son origine avec Donato Bramante (1444 ; † 1514) qui fut le premier à utiliser ce système. Plus tard il fut mentionné par Sebastiano Serlio (1475 ; † 1554) dans son livre aux neuf volumes Tutte l'opere d'archittura e prospetiva exposant les idéaux de Vitruve et de l’architecture romaine. En effet, ce type de fenêtre cintrée flanquée de deux ouvertures abaissées est un motif qui apparut avec les arcs de triomphe de la Rome antique. Palladio utilisa énormément ce thème, notamment pour les arcades de la Basilique palladienne à Vicence. C’est aussi une particularité de l’entrée des villas Godi Malinverni et Forni Cerato. Cette forme de fenêtre est probablement la caractéristique la plus durable de l’œuvre de Palladio. Elle fut maintes fois réutilisée dans les styles architecturaux issus du palladianisme.

## Le palladianisme anglais

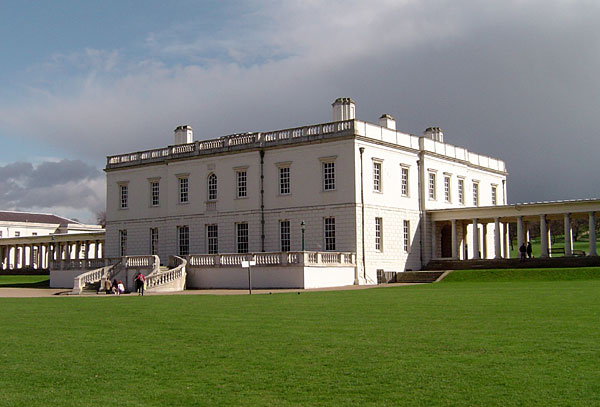
Inigo Jones fut le premier architecte à appliquer le style palladien à une demeure anglaise avec la Maison de la Reine (Queen's House 1614 - 1617) de Greenwich.

En 1570, Palladio publie son livre Les Quatre Livres de l'architecture qui inspira les architectes à travers l’Europe. Ce livre participe grandement à la profusion et la compréhension des bases du palladianisme. Pendant le XVIIe siècle un grand nombre étudia en Italie et reçut les bases du courant palladien. Ces architectes étrangers, retournant dans leur pays purent adapter le style palladien selon le climat, la topographie et le goût personnel de leurs clients. Des éléments du palladianisme furent propagés dans le monde entier comme cela. Cependant le style palladien ne connut son apogée qu’au XVIIIe siècle tout d’abord en Europe (principalement en Angleterre, en Irlande et en France) puis en Amérique du Nord.
Le disciple anglais de Palladio le plus influent était Inigo Jones. Celui-ci, en compagnie de Thomas Howard, 14e comte d'Arundel, visita l’Italie en 1613-14 et put annoter son exemplaire du traité de l’architecte italien. Jones et ses contemporains reproduisirent le « palladianisme » sur les façades des édifices. Cependant ils n’appliquèrent pas forcément à la lettre les proportions palladiennes pour l’agencement du bâtiment. Un petit nombre de maisons de campagne fut construit d’après le style palladien en Angleterre entre 1640 et 1680, tel la Wilton House. Ceci résulte du grand succès de la Maison de la Reine de Greenwich et la Maison des banquets de Whitehall commissionné par Charles Ier d'Angleterre.
Cependant, le style palladien défendu par Inigo Jones était trop associé à la cour de Charles Ier pour survivre aux tourments de la guerre civile anglaise. À la suite de la restauration Stuart, le style palladien de Jones fut éclipsé par l’architecture baroque de William Talman, John Vanbrugh, Nicholas Hawksmoor, et même de l’élève de Jones, John Webb.

## Palladianisme et néo-palladianisme français
Le Palladianisme eut une destinée particulière en France. Bien que la première traduction du livre de Palladio I Quattro Libri dell'Architettura en 1645 eût été faite en langue française, le palladianisme n'y est mis en œuvre que par une poignée d'architectes, sans influer sur les tendances dominantes de l'époque. Au XVIIe siècle, l’architecture palladienne est fortement concurrencée par le vignolisme pour la conception d’édifices italianisants. On peut citer le Traité des cinq ordres d'Architecture de Vignole qui influença fortement l’architecture française. Dans son livre Essai sur l'histoire générale de l'architecture…, Jacques-Guillaume Legrand explique la différence de traitement du vignolisme et du palladianisme par les Français et les Anglais : 

« Les Anglais ont adopté Palladio, comme nous avons suivi les ordres de Vignole, avec cette différence, qu’ils ont copié les mêmes masses et tout l’ensemble de ses projets dans leur élégante simplicité, au lieu que nous avons appliqué les formes les plus tourmentées, et que nous les avons longtemps surchargés des ornements les plus bizarres et du plus mauvais goût. »

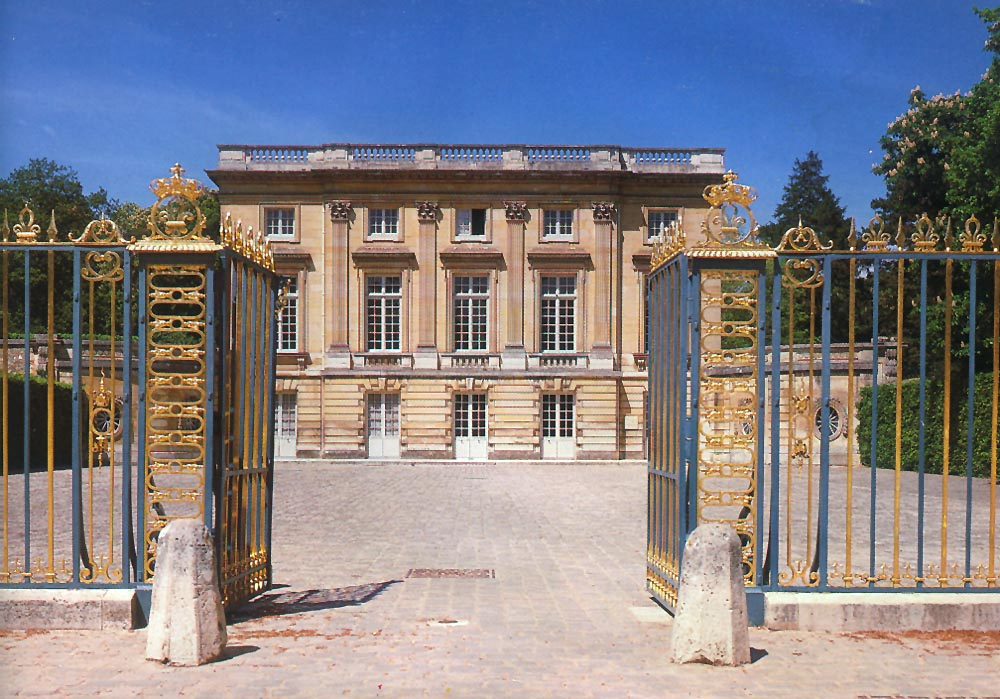
Château du Petit Trianon, façade d'entrée.

Le style néo-palladien français émerge à la fin du règne de Louis XV et dure jusqu'au milieu du XIXe siècle. Le style est très en vogue durant les dernières années du règne de Louis XV, avec des réalisations comme le Petit Trianon et le pavillon de musique de Madame du Barry à Louveciennes. Le Petit Trianon est construit par Ange-Jacques Gabriel de 1762 à 1768. Il est inspiré par l’architecture palladienne. Les élévations extérieures, sur les bases d’un plan carré, cachent un aménagement subtil des niveaux intérieurs. Semblant ouvert sur les jardins, l’étage des salons est en fait situé au-dessus d’un rez-de-chaussée qui ouvre sur une petite cour d’honneur, du côté de Versailles. La façade sur cette cour est ornée de pilastres, la façade opposée de colonnes et les façades latérales de demi-colonnes.
Sous Louis XVI, divers bâtiments voient le jour comme l'hôtel de Salm à Paris, la Maison carrée d'Arlac à Mérignac, le château de Reynerie à Toulouse. Le style s'alourdit au XIXe siècle. Le château de Syam dit « la villa palladienne », dans le Jura, est une villa largement inspirée des villas vénitiennes d'Andrea Palladio. Édifiée de 1826 à 1828 par l'architecte Champonnois l'aîné, cette demeure de plan carré est centrée sur une galerie de colonnes dite péristyle. Le château de Bignicourt-sur-Saulx construit au début du XIXe siècle dans la région du Perthois (Marne) s'inspire lui aussi de l'architecture palladienne. Le château de Rastignac, construit entre 1812 et 1817 par l'architecte Mathurin Salat en Dordogne, est aussi un remarquable exemple de style palladien. Une théorie évoque même cette demeure comme source d’inspiration pour la Maison-Blanche.

Palladianisme et néo-palladianisme français
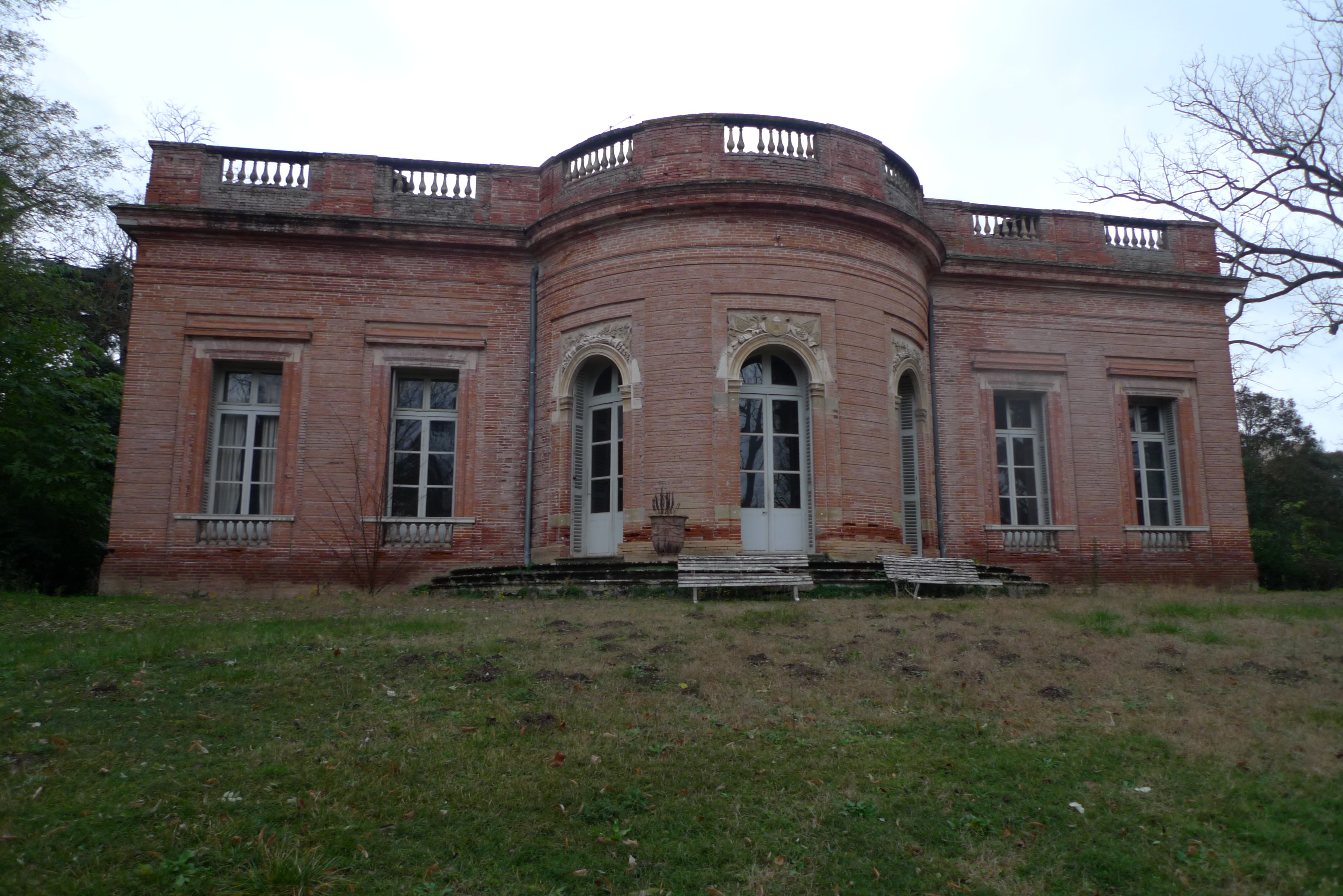
Château de Reynerie à Toulouse.
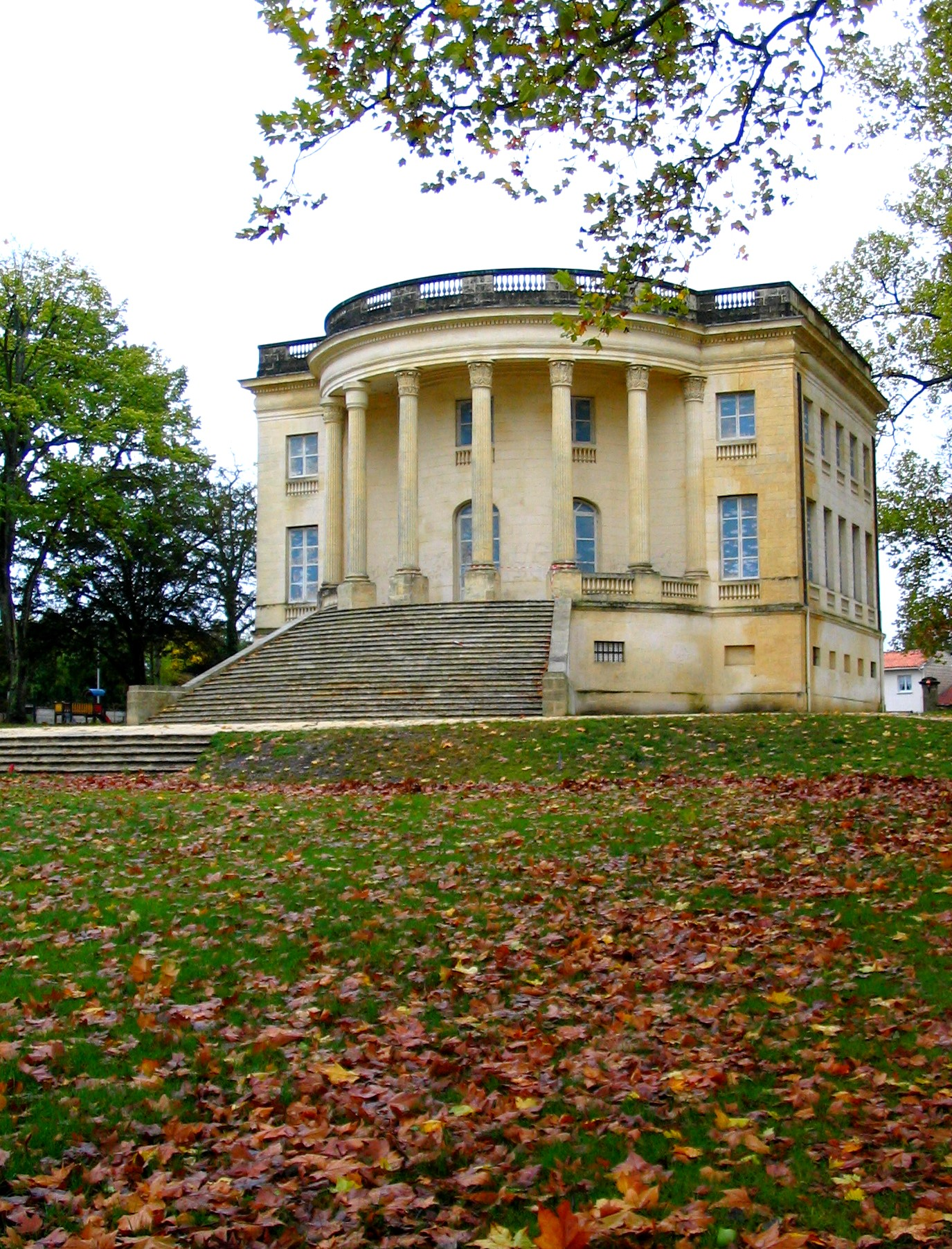
La Maison carrée d'Arlac en Gironde.
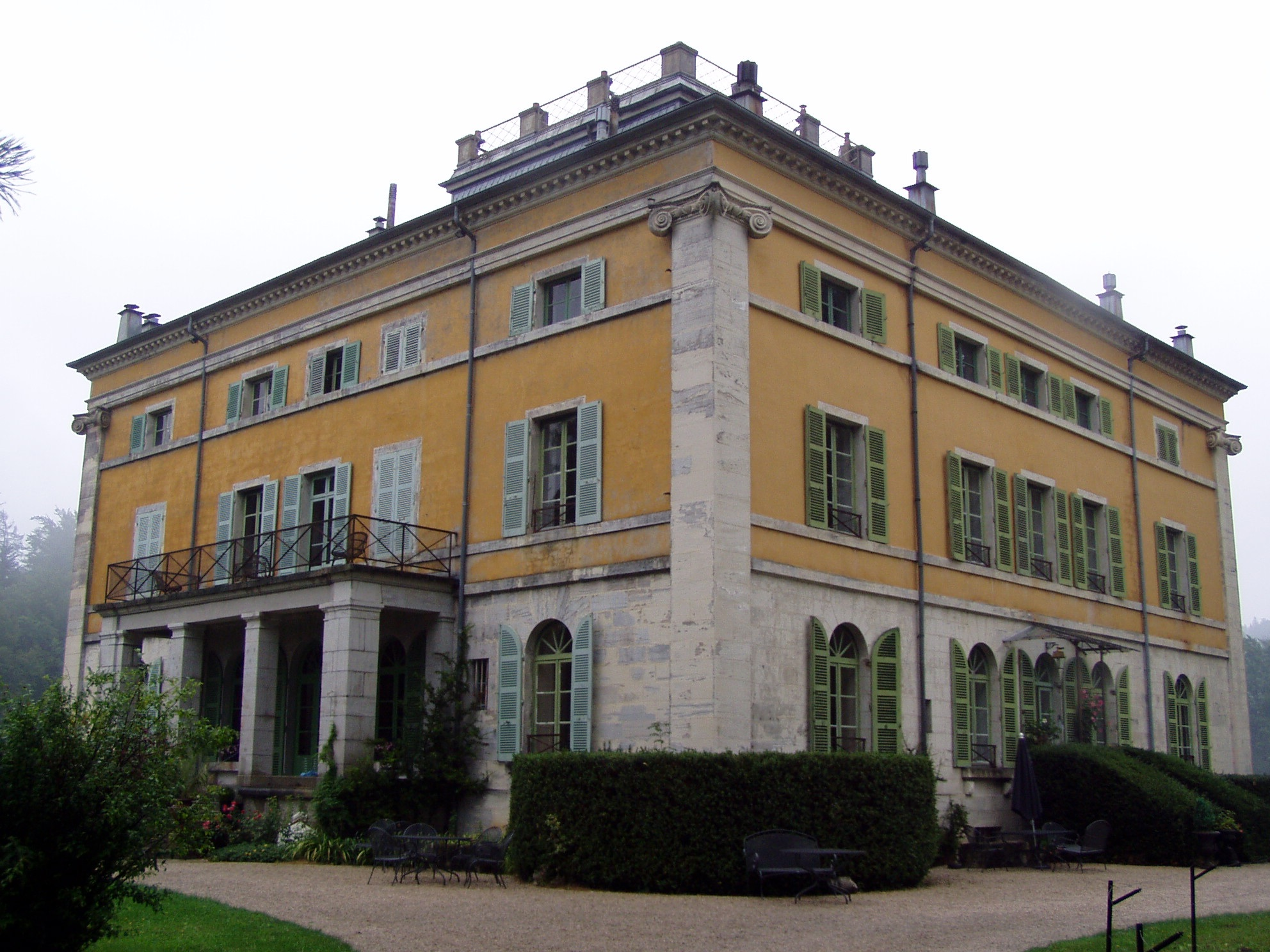
La villa palladienne de Syam (Jura).
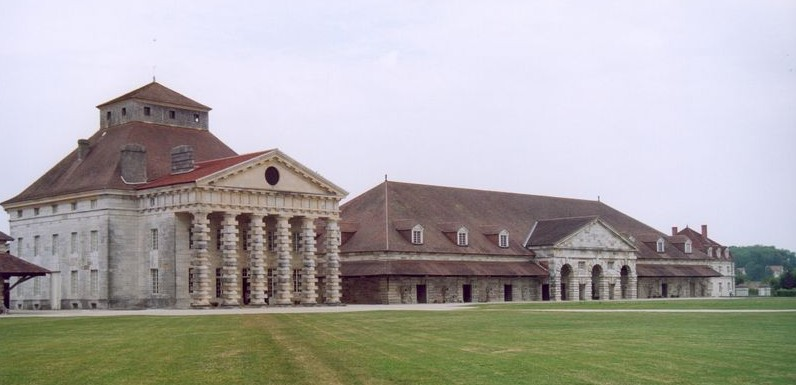
Claude Nicolas Ledoux Saline royale d'Arc-et-Senans.
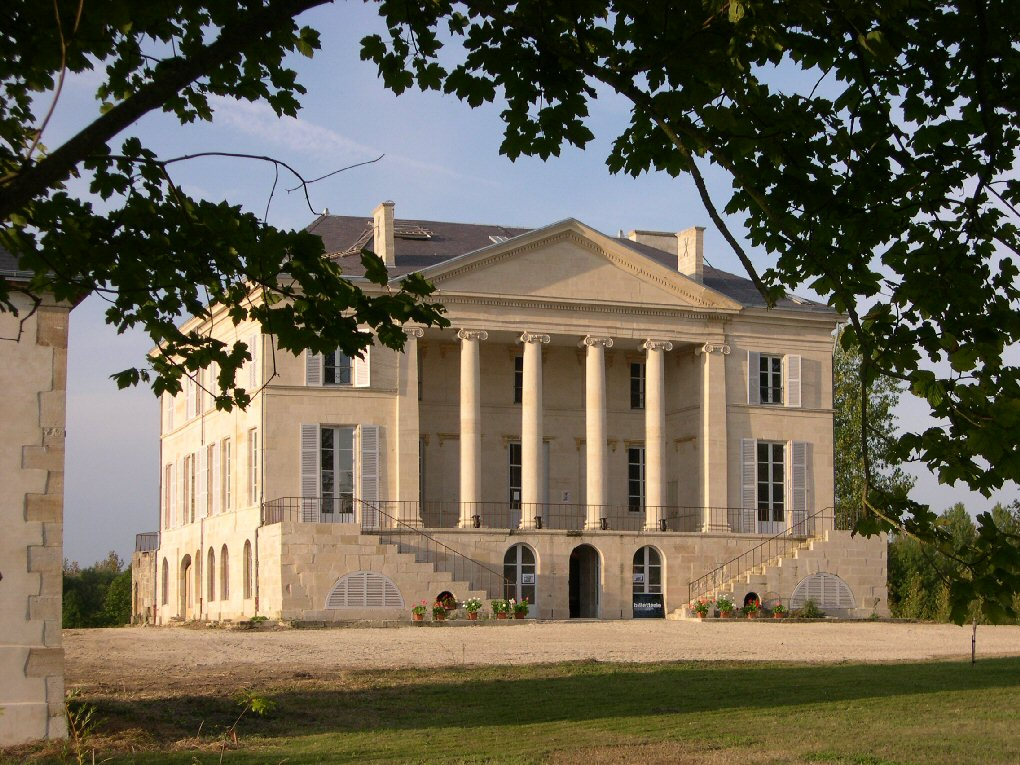
Château de Bignicourt-sur-Saulx (Marne).

## Le néo-palladianisme anglais

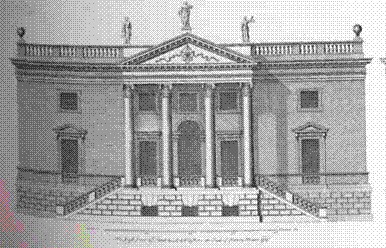
Façade est de la Stourhead House, tirée du livre de Colen Campbell Vitruvius Britannicus.

Le style baroque, très répandu sur le continent européen, ne fut jamais vraiment au goût de l’Angleterre. Il fut rapidement remplacé pendant le premier quart du XVIIIe siècle lorsque quatre livres publiés au Royaume-Uni mettaient l’accent sur la simplicité, et la pureté de l’architecture classique :
1. Vitruvius Britannicus publié par Colen Campbell, 1715[27] ;
2. The Architecture of A. Palladio, première édition anglophone de l'ouvrage[28] Les Quatre Livres de l'architecture par Andrea Palladio traduit par Giacomo Leoni[N 7], publié à partir de 1715[29] ;
3. De Re Aedificatoria d'Alberti traduit par Giacomo Leoni, publié en 1726 ;
4. The Designs of Inigo Jones… with Some Additional Designs, publié par William Kent, 2 volumes, 1727[30].

Le livre en quatre volumes Vitruvius Britannicus de Colen Campbell eut un franc succès. Campbell était un architecte doublé d’un éditeur. L'ouvrage contenait des plans architecturaux d’édifices britanniques qui avaient été inspirés par les grands bâtisseurs, de Vitruve à Palladio. Au début, il s'agit principalement de ceux d'Inigo Jones, et les tomes suivants contiennent dessins et plans de Campbell et d'autres architectes du XVIIIe siècle. Ces quatre livres contribuèrent au retour du palladianisme, qui s'est véritablement enraciné en Grande-Bretagne durant ce siècle. Leurs trois auteurs, considérés comme les architectes les plus chics, furent très sollicités pendant toute cette période. Grâce à son livre Vitruvius Britannicus, Colen Campbell fut choisi comme architecte pour concevoir la Stourhead House pour le banquier Henry Hoare I, un chef-d'œuvre qui inspira lui-même l'architecture de dizaines de demeures à travers l’Angleterre,.

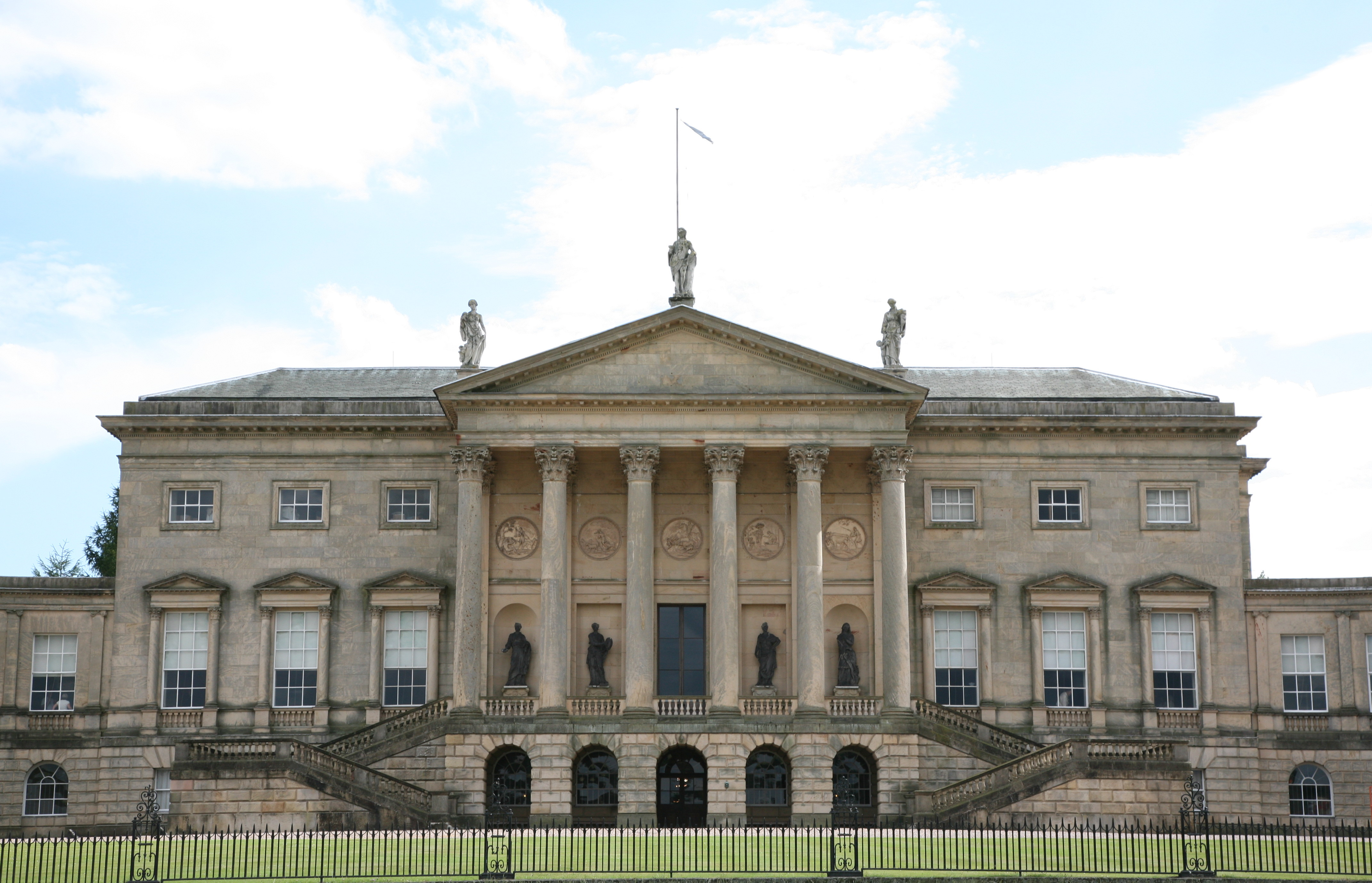
Kedleston Hall, le corps de logis.

À la tête de la nouvelle école stylistique se trouvait l’aristocrate Richard Boyle 3e comte de Burlington, qui voyait dans le baroque un symbole de l’absolutisme étranger. En 1729, Lord Burlington, avec William Kent, conçut la Chiswick House. Cette maison était une réinterprétation de la Villa Rotonda de Palladio purifiée de ses éléments et ornements du XVIe siècle. L’absence d’ornementation allait être la caractéristique du style néo-palladien. En 1734, William Kent et Lord Burlington créèrent l’un des plus fins exemples du néo-palladianisme avec la Holkham Hall dans le comté de Norfolk. La demeure est décrite, par l’écrivain Nigel Nicolson, comme ayant le « plus bel intérieur palladien d’Angleterre ». Le bâtiment principal de la demeure suit les préceptes de Palladio. Cependant, les ailes gagnèrent en importance par rapport aux constructions de l’architecte italien. Kent les rattacha à la partie principale, leur donna presque la même importance que celle-ci, mais la ferme animale n’y avait plus sa place. Souvent, ces ailes étaient parées de portiques et frontons devenant presque des maisons de campagne à part entière, comme pour la Kedleston Hall. C’est le développement de ces flancs qui engagea le style palladien anglais dans une réelle évolution et non un simple pastiche de l’œuvre architecturale de Palladio.

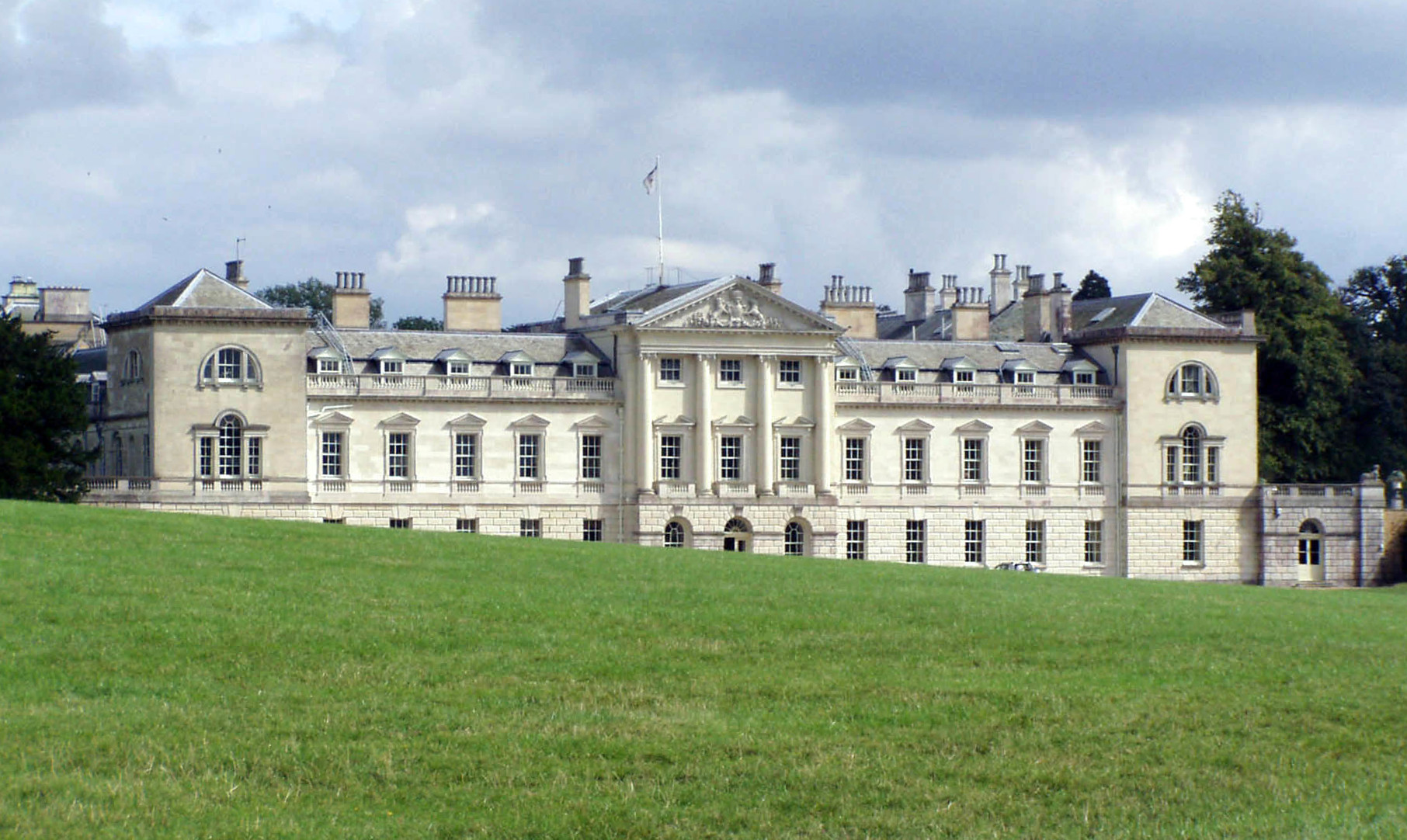
Woburn Abbey, créée par l’élève de Burlington Henry Flitcroft en 1746.

Les styles architecturaux évoluent et changent pour convenir aux exigences de chaque client. Lorsqu’en 1746, le Duc de Bedford, John Russell décida de reconstruire Woburn Abbey, il choisit le style néo-palladien, le plus en vogue à l’époque. Il choisit l’architecte Henry Flitcroft, un protégé de Burlington. Le style de l’architecte anglais, bien que palladien dans son essence, n’aurait pas été reconnu par Palladio lui-même. Le bloc central est petit ; seulement trois baies, le portique est tout juste suggéré. Deux importantes ailes prolongent ce bâtiment et contiennent une vaste suite de pièces qui remplacent les colonnades de l’architecte italien. Les bâtiments de ferme y sont reliés et élevés à hauteur du bloc central terminé par des fenêtres palladiennes pour garantir le style palladien. Ce développement du palladianisme fut répété un nombre incalculable de fois pour des demeures et des mairies du Royaume-Uni pendant une centaine d’années. Tombé en désuétude à l’époque victorienne avec l'essor du néogothique, le style palladien connaît un nouveau regain de popularité grâce à Sir Aston Webb pour le ravalement du palais de Buckingham en 1913.
Les demeures anglaises de style palladien n’étaient plus conçues comme les simples maisons de campagne que l'on pouvait trouver en Italie. Elles n’étaient plus simplement des villas, mais des « maisons de pouvoir » selon John Summerson. Elles étaient les centres symboliques du pouvoir des Whigs qui gouvernaient le Royaume à cette époque.

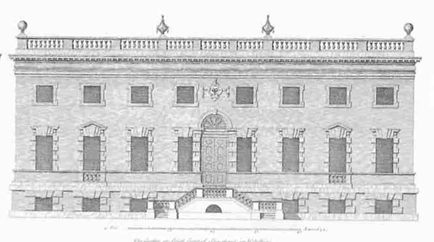
Façade sud de la Stourhead House, conçue par Colen Campbell et réalisée de 1720 à 1724 par Nathaniel Ireson. Le plan de celle-ci est basé sur celui de la Villa Emo de Palladio.
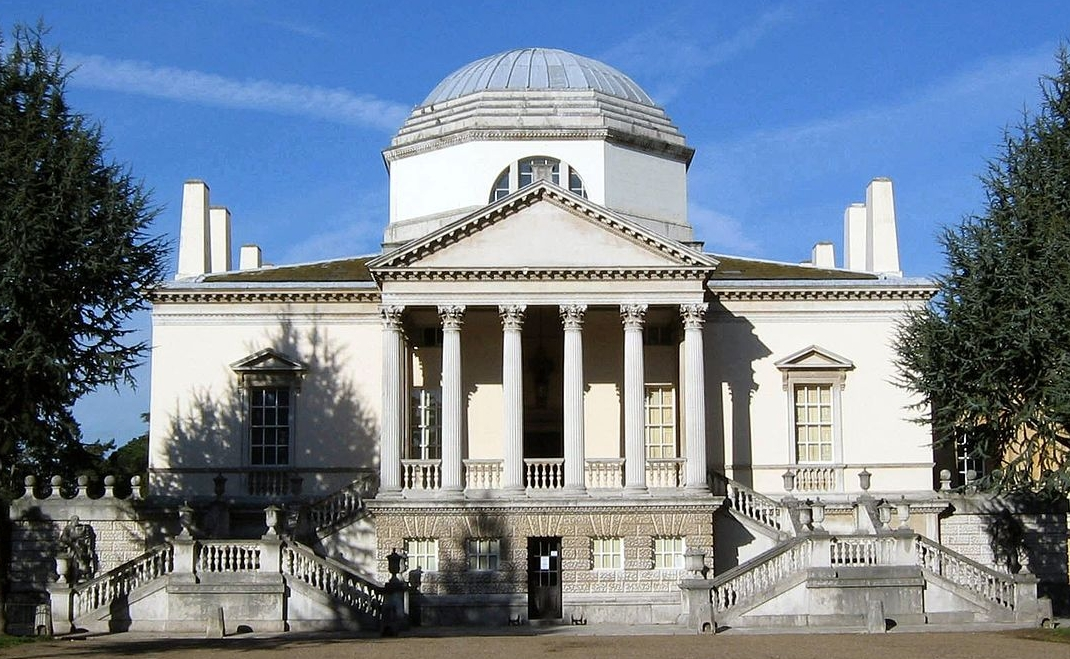
Chiswick House.
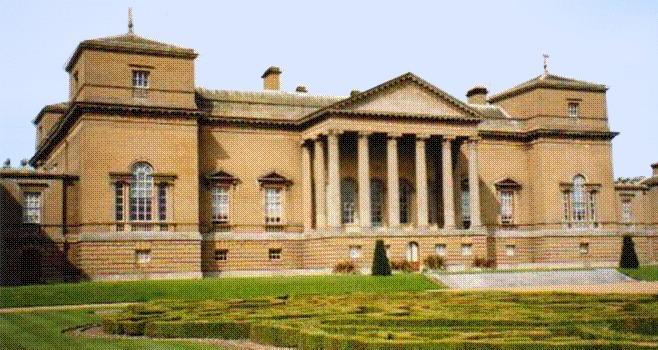
Holkham Hall.
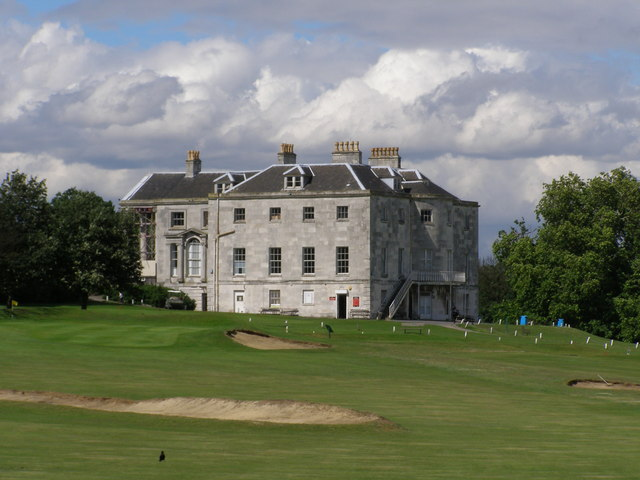
Beckenham Place.

## Le néo-palladianisme irlandais

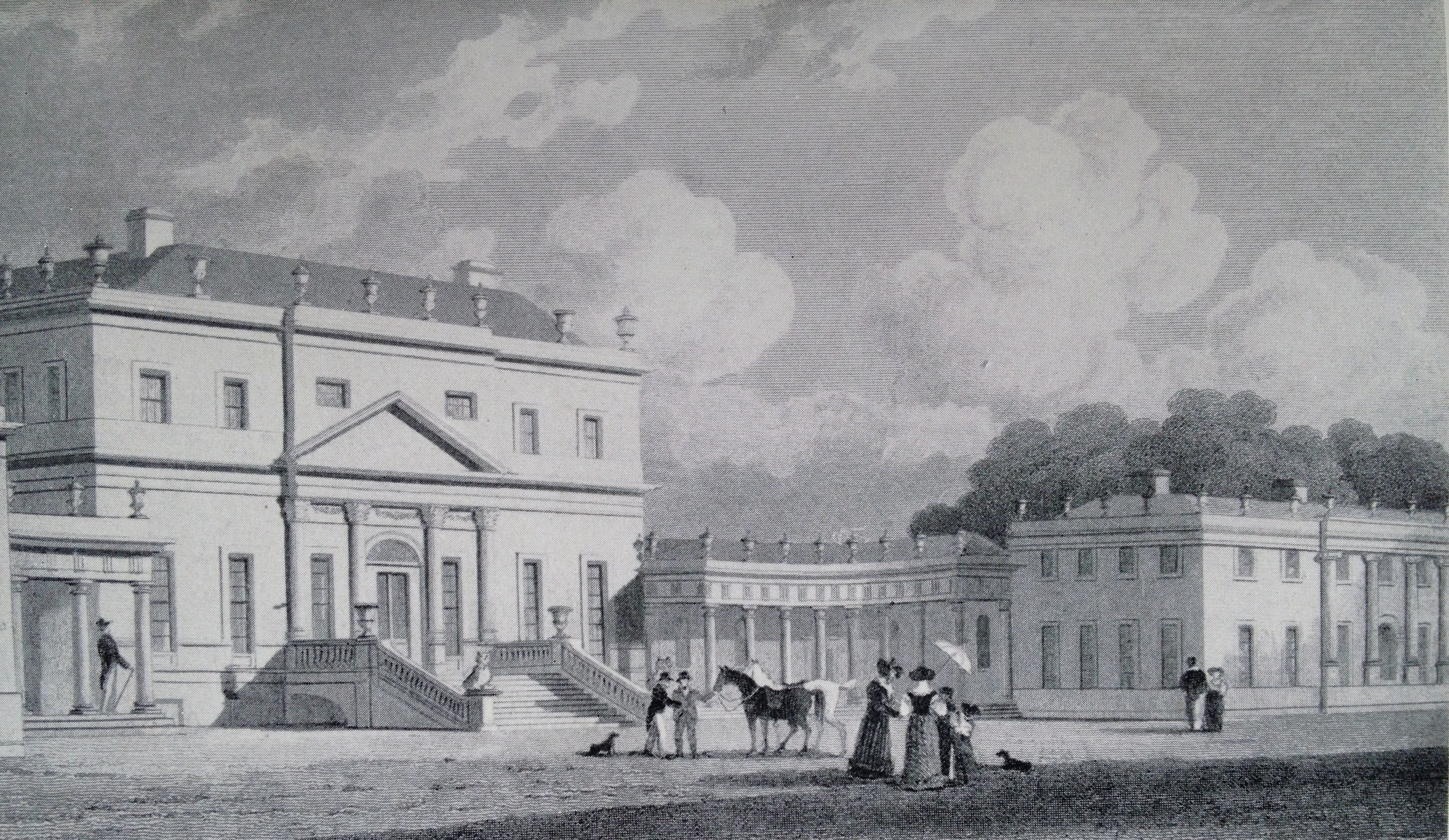
Russborough House en Irlande, conçu par l’Allemand Richard Cassels vers 1750.

Pendant la période où le palladianisme connaissait un regain de popularité en Irlande, même les demeures modestes étaient construites sur le modèle néo-palladien. En Irlande, le style architectural palladien se différencie subtilement des réalisations anglaises. En adhérant comme les autres pays aux principes idéels de Palladio, il était souvent plus conforme à l’original. Peut-être parce que les architectes venaient directement du continent et n’étaient donc pas influencés par le palladianisme développé au Royaume-Uni. On peut aussi considérer[évasif] que l’Irlande était plus provinciale et la mode changeait plus lentement.
L’un des pionniers de l’architecture irlandaise Sir Edward Lovett Pearce, neveu de John Vanbrugh devint un fervent avocat du palladianisme en Irlande. Il était à l’origine l'élève de son oncle, mais rejetant le baroque, il partit trois ans étudier en France et en Italie, avant de retourner en Irlande. L’œuvre de sa vie fut la conception des anciennes Chambres du Parlement irlandais à Dublin. C’était un architecte prolifique qui créa aussi la façade sud de la Drumcondra House en 1727 et le Cashel Palace en 1728.
L’un des exemples les plus notables du palladianisme en Irlande est Castletown House près de Dublin. Conçu par l’architecte italien Alessandro Galilei (1691-1737), c’est peut-être le seul édifice construit selon les proportions de Palladio.

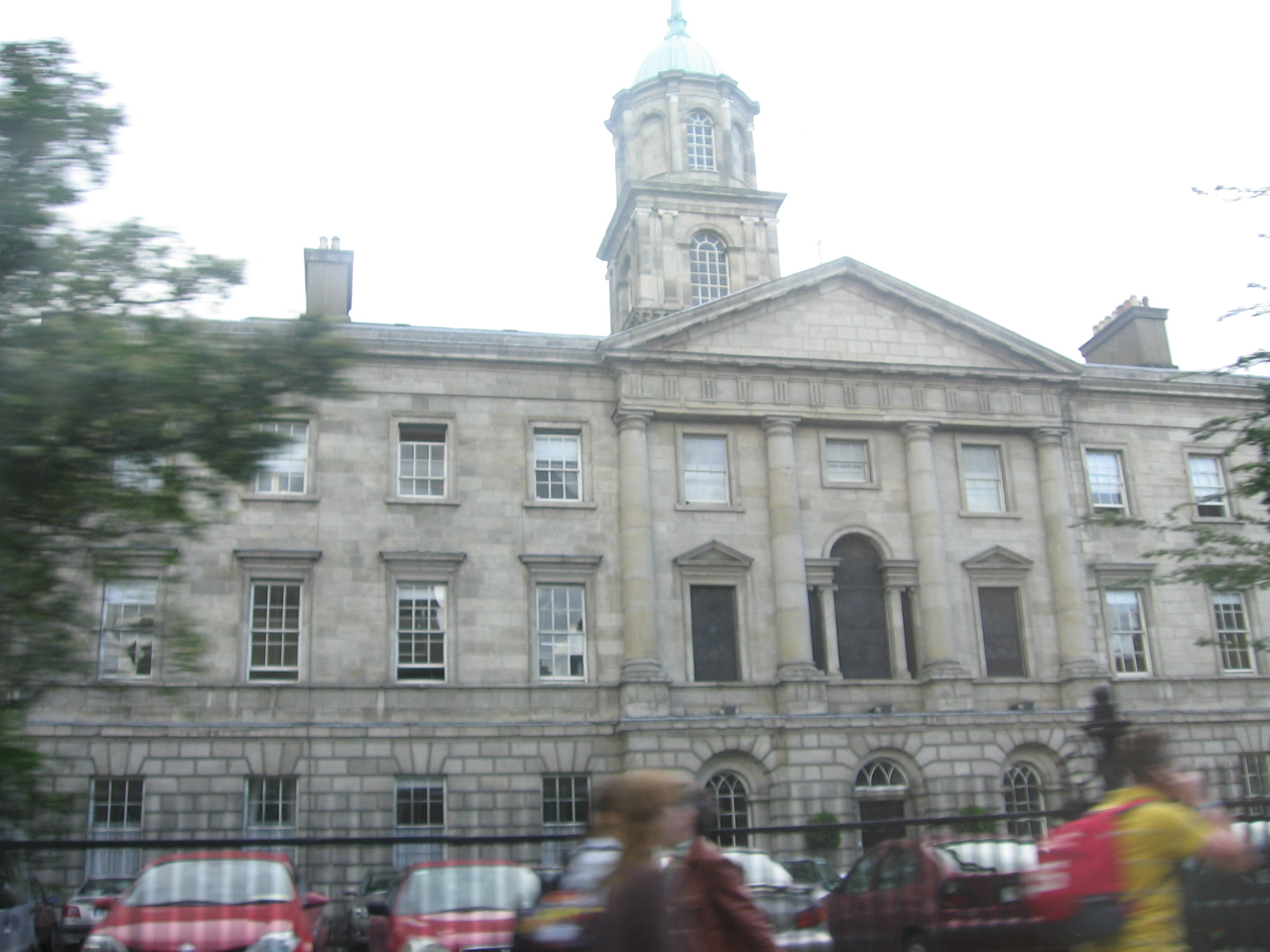
Entrée principale du Rotunda Hospital, Irlande.

Russborough House est aussi un autre brillant exemple palladien conçu par Richard Cassels, architecte d’origine allemande. Il créa également le Rotunda Hospital à Dublin et Florence Court dans le comté de Fermanagh. Les maisons de campagne irlandaises de style palladien ont souvent de solides décors en plâtre de style rococo, dont nombre furent exécutés par les frères Lafranchini. Une grande partie de Dublin fut construite au XVIIIe siècle ce qui lui vaut la forte empreinte georgienne. Le style géorgien est largement inspiré par le palladianisme. Cependant, à cause du piètre aménagement du territoire de la cité et de la pauvreté, Dublin comptait parmi les quelques villes[précision nécessaire] ayant des logis insalubres au XVIIIe siècle. Ailleurs en Irlande après 1922, le plomb fut retiré des toits de propriétés palladiennes pour sa valeur marchande. Les demeures furent abandonnées en raison des taxes exorbitantes. Quelques édifices palladiens sans toit peuvent encore être trouvés dans la campagne dépeuplée d’Irlande.

## Le néo-palladianisme nord-américain
L’influence palladienne en Amérique du Nord est introduite par le philosophe anglo-irlandais George Berkeley. Acquérant une grande ferme à Middletown près de Newport (Rhode Island) à la fin des années 1720, Berkeley la modifia en y ajoutant un chambranle dérivé du travail de William Kent et son livre The Designs of Inigo Jones. En 1749, Peter Harrison adopte le palladianisme pour sa Redwood Library de Newport, Rhode Island,. Elle est directement influencée par Les Quatre Livres de l'architecture de Palladio. Son Brick Market, une dizaine d’années plus tard était aussi de conception palladienne.

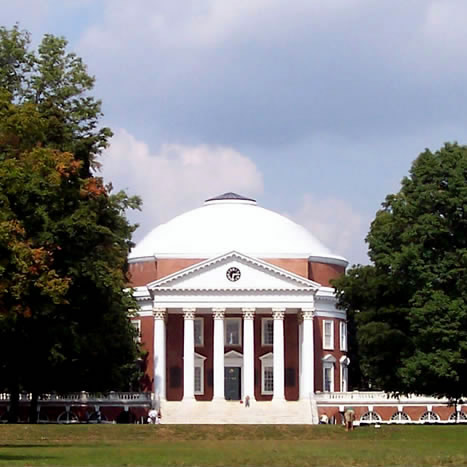
La rotonde de l'université de Virginie, dessinée par Thomas Jefferson.

Thomas Jefferson, président des États-Unis entre 1801 et 1809, a manifesté de l'intérêt pour plusieurs domaines dont l'architecture. Ayant séjourné à plusieurs reprises en Europe, il a étudié les villas de la Rome antique et les édifices de Palladio. De retour en Amérique, il souhaite en appliquer la syntaxe formelle à des édifices publics et privés, en ville et à la campagne. Jefferson considérait Les Quatre Livres de l'architecture d’Andrea Palladio comme « la Bible » de l'architecture. L’architecte américain acquit les concepts de Palladio et devint le promoteur du palladianisme le plus actif. On peut retrouver l’influence des dessins de ce livre dans la conception des domaines de Monticello, Barboursville et l’université de Virginie. Réalisant le pouvoir politique qui revient aux édifices de la Rome antique, Jefferson conçut la plupart de ses bâtiments administratifs dans le style palladien. Monticello (rénové de 1796 à 1808) est un bel exemple de style palladien, elle rappelle l'hôtel de Salm situé à Paris, que Jefferson a pu contempler alors qu'il était ambassadeur de son pays en France. Il utilisa des composants antiques tels que des colonnes doriques, des portiques tétrastyles et un dôme central. Le bâtiment est clairement basé sur le modèle de la Villa Capra. Cependant depuis les modifications, la demeure est plus proche du style colonial géorgien. La bibliothèque universitaire est située sous une rotonde coiffée d'une coupole qui s'inspire du Panthéon de Rome. L'ensemble présente une grande homogénéité grâce à l'utilisation de la brique et du bois peint en blanc. Mais ces matériaux la rendent originale par rapport à la tradition palladienne.

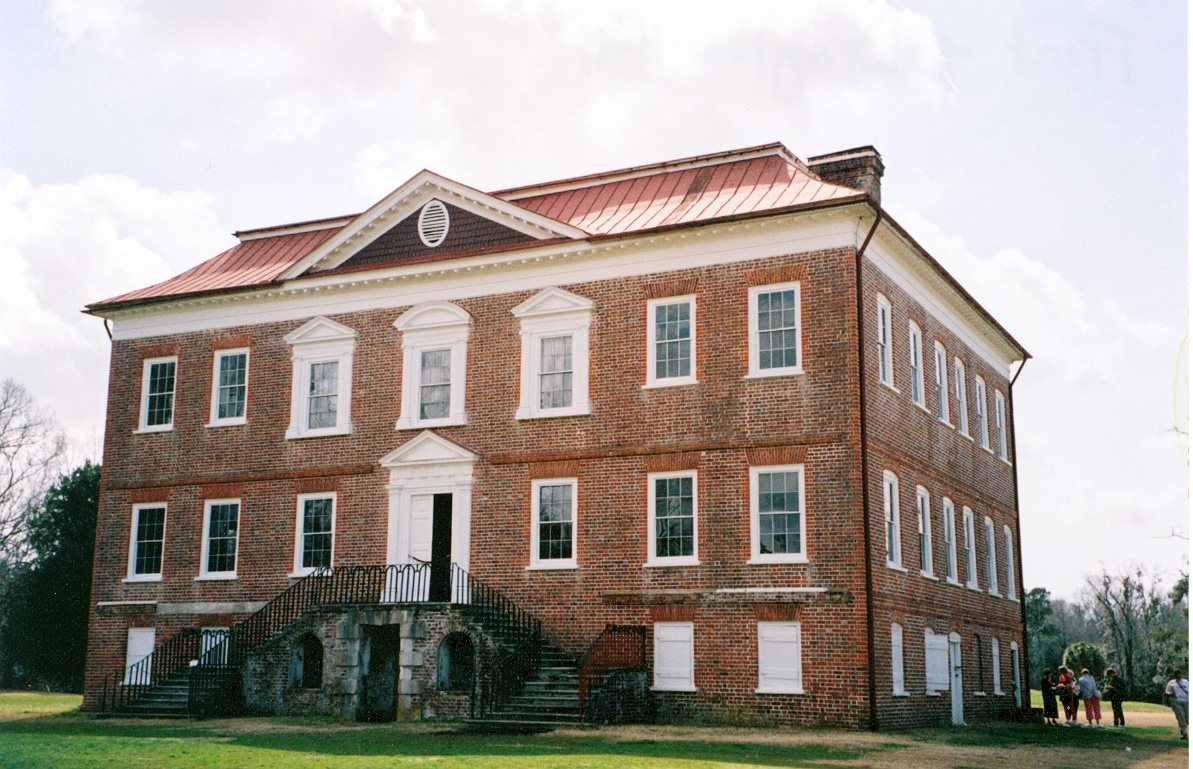
Drayton Hall.

Au Maryland, en Virginie et dans les Carolines, le genre palladien est incarné par de nombreuses demeures des plantations agricoles telles que Stratford Hall, Westover et Drayton Hall près de Charleston ou encore la Hammond-Harwood House à Annapolis. Ces exemples sont tous des exemples classiques d’architecture coloniale américaine d’inspiration palladienne. L’une des caractéristiques du palladianisme américain réside dans l’utilisation de grands portiques qui, comme en Italie, remplissent la fonction de pare-soleil. Dans les pays d'Europe du Nord, le portique était devenu un simple symbole, seulement esquissé par des pilastres et quelquefois utilisé comme porte cochère dans le palladianisme anglais tardif. En Amérique, le portique palladien regagna ses lettres de noblesse.

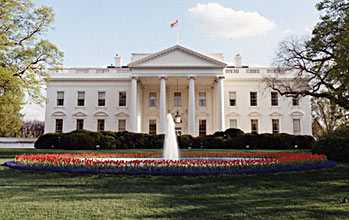
La Maison-Blanche, conçue par James Hoban.

Thomas Jefferson dut avoir beaucoup de plaisir comme deuxième occupant de la Maison-Blanche à Washington, édifice assurément inspiré par le palladianisme irlandais. Leinster House de l’architecte Richard Cassels à Dublin revendique l’inspiration de James Hoban qui créa la demeure, construite entre 1792 et 1800. Hoban, né en 1762 à Callan dans le comté de Kilkenny en Irlande étudia l’architecture à Dublin où Leinster House fut construit vers 1747. Cet édifice était l’un des plus exceptionnels de l’époque. Le palladianisme de la Maison-Blanche est intéressant car c’est une forme précoce de néoclassicisme, en particulier la façade est qui se rapproche beaucoup de Castle Coole (1790), aussi en Irlande, de l’architecte James Wyatt.

## Le néo-palladianisme russe

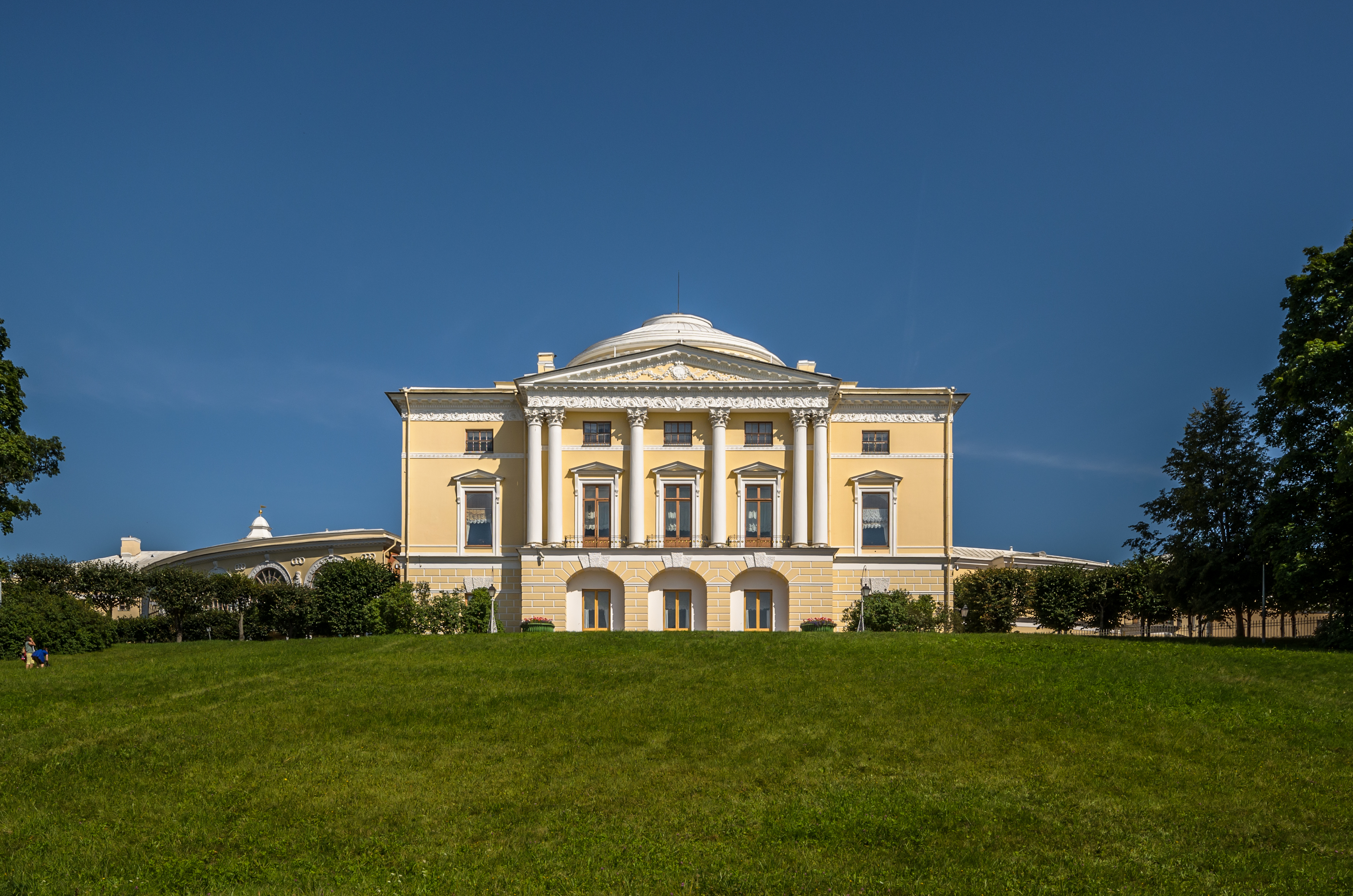
Le palais de Pavlovsk par Charles Cameron.

La première étape du néo-palladianisme russe intervient dans les années 1780, jusqu'au début du XIXe siècle, où il se confond ensuite avec le style dit Empire (à ne pas confondre avec le style du même nom en France). La demeure de maître type est néo-palladienne « avec des circonférences », telle que la conçoit l'architecte Charles Cameron par exemple à Pavlovsk (1782). Ensuite, l'Italien Quarenghi passe maître en la matière à Saint-Pétersbourg (suivi de Starov et Kazakov) avec par exemple le château du comte Zavadovsky à Lalitchi et le palais d'été du comte Bezborodko à Saint-Pétersbourg. L'architecte Nikolaï Lvov, qui traduit et édite en russe Les Quatre Livres de l'architecture de Palladio, construit également de nombreuses demeures aristocratiques dans ce style. Il est adopté pour les demeures seigneuriales à la campagne.
La seconde étape se situe au tournant du XIXe siècle et du XXe siècle, lorsqu'un regain d'intérêt envers ce style se fait jour, comme courant du néoclassicisme. Sa grammaire est reprise ensuite par l'architecture stalinienne.

## Déclin du palladianisme
Pendant les années 1770 en Angleterre, des architectes tels que Robert Adam et Sir William Chambers répondaient à une demande considérable, mais ils concevaient alors les édifices d’après une large variété de sources classiques incluant la Grèce antique. Ainsi ces formes d’architecture étaient en fait définies comme des œuvres néoclassiques plus que palladiennes.
En Europe, le néo-palladianisme prit fin au terme du XVIIIe siècle. En Russie et en Amérique du Nord, le palladianisme persista un peu plus longtemps. Les plans de Jefferson doivent beaucoup au livre Quattro Libri de Palladio. Aujourd’hui le terme « palladien » est souvent mal employé et tend à décrire un édifice de style classique.

## Postérité dans le postmodernisme
Les motifs palladiens, particulièrement les fenêtres, firent une réapparition à la fin du XXe siècle dans le mouvement du postmodernisme. L’architecte Philip Johnson utilisa fréquemment celles-ci pour concevoir les entrées des édifices comme pour le bâtiment d’architecture de l’université de Houston, le 500 Boylston Street de Boston ou encore le musée de la télévision et de la radio de New York. Lorsqu’on l’interroge sur le sujet, Johnson répond :

« Je pense que les fenêtres palladiennes ont une assez belle forme. Je ne cherche pas à en faire un élément plus important. »

## Illustrations

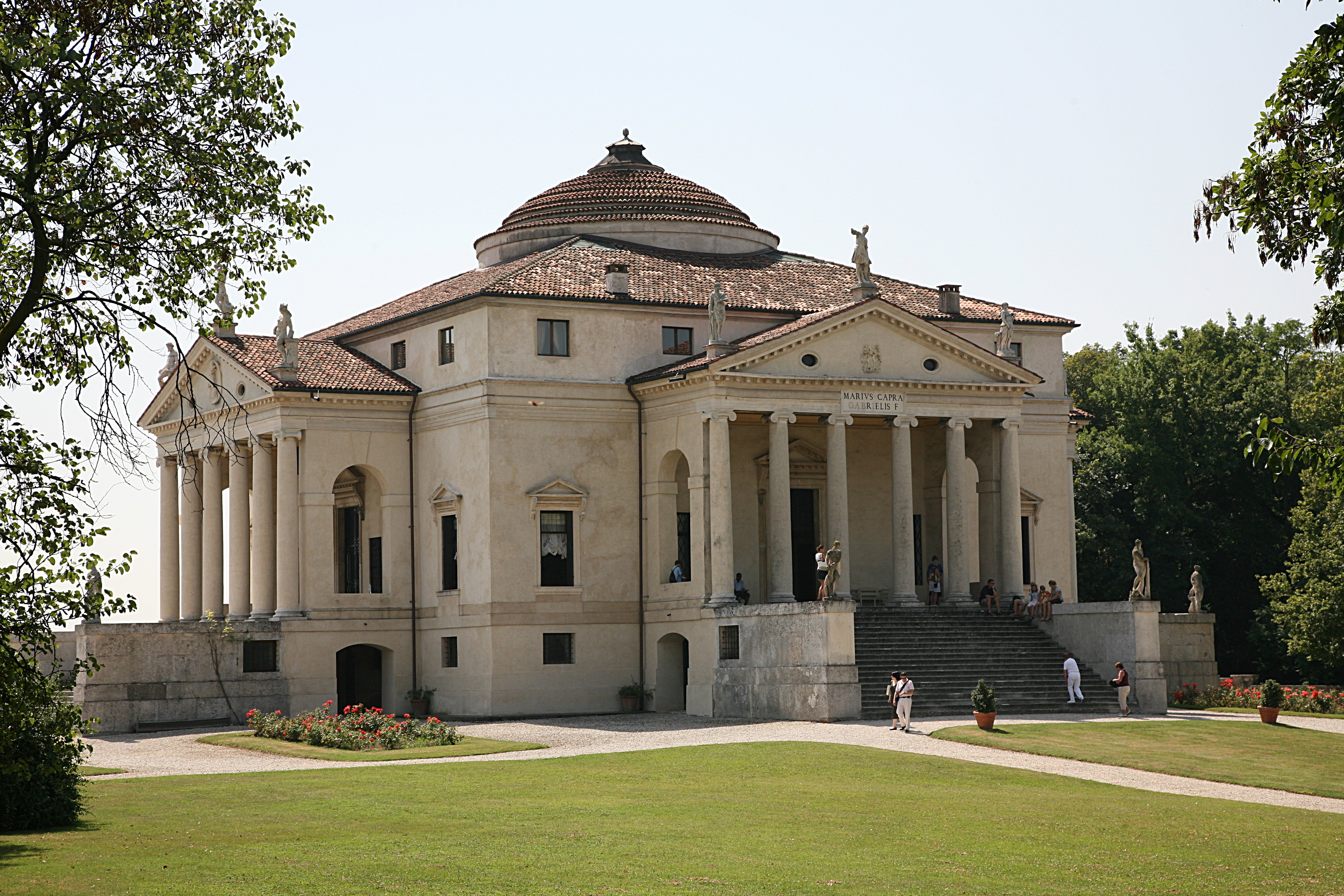
La villa Rotonda près de Vicence (Italie), œuvre de Palladio.
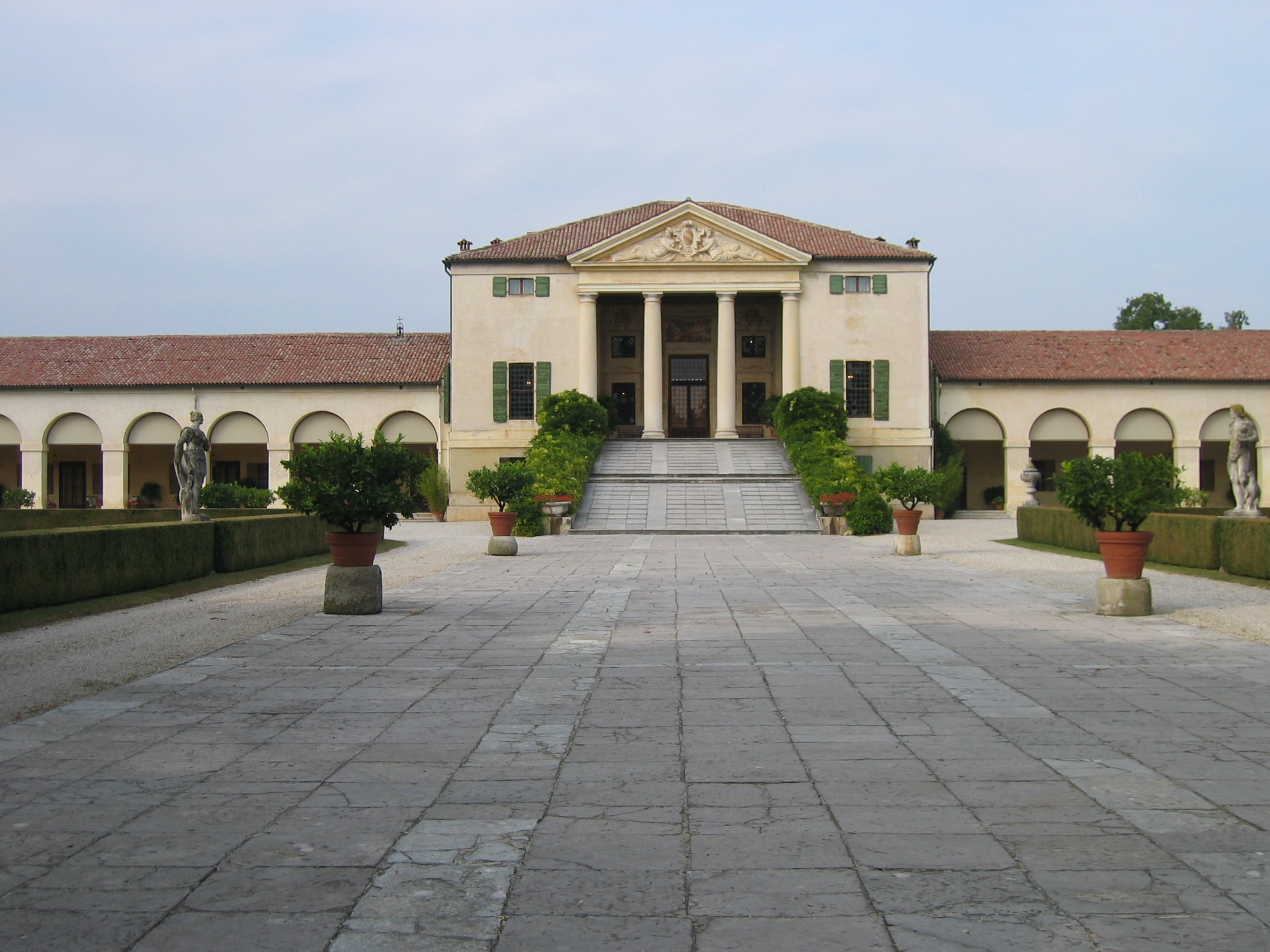
La villa Emo par Palladio.
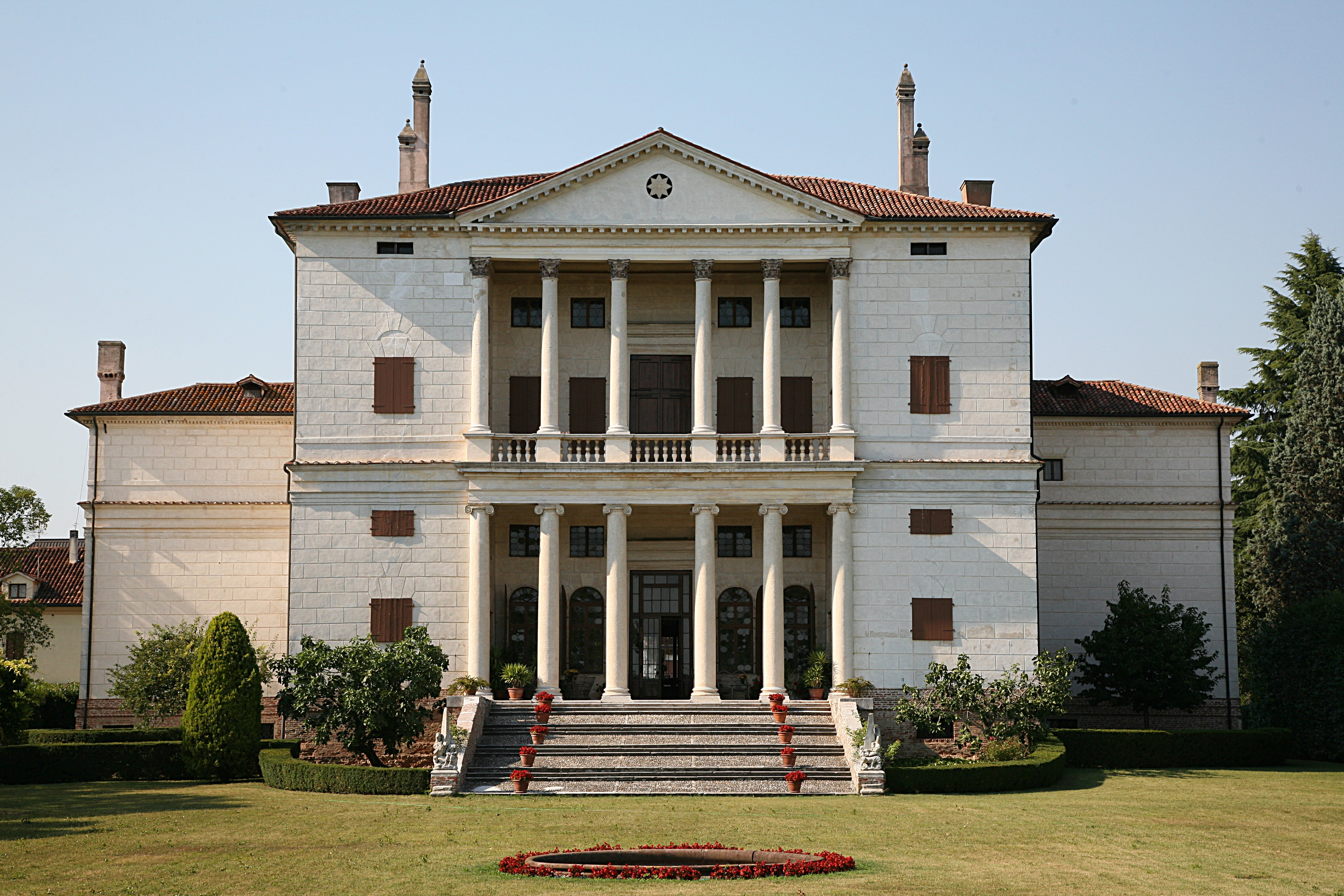
La villa Cornaro par Palladio.
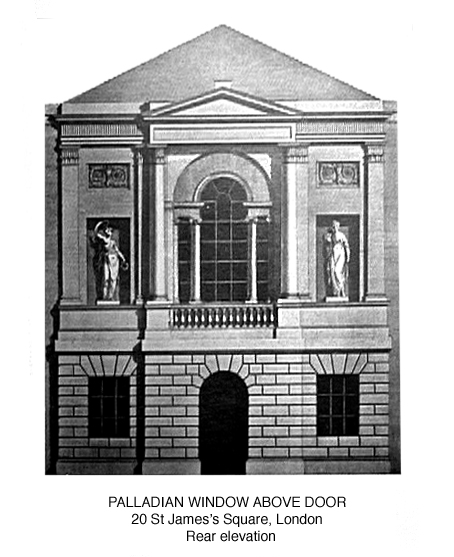
Interprétation néoclassique d'une serlienne par Robert Adam (fin XVIIIe siècle).
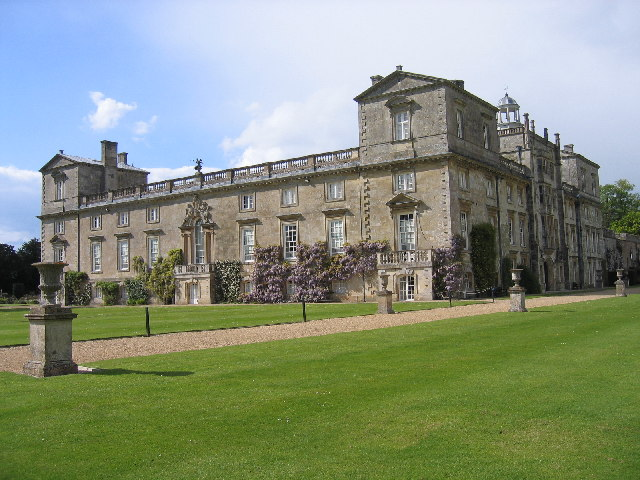
Façade sud de la Wilton House.
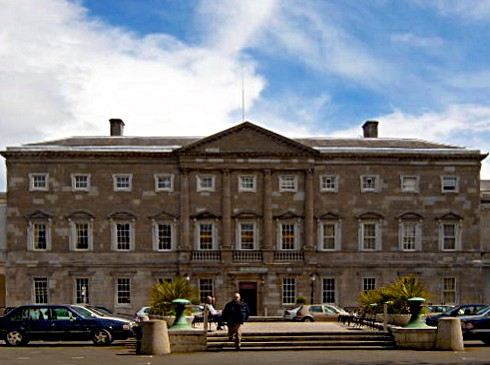
Leinster House, L'ancienne résidence du duc de Leinster à Dublin.
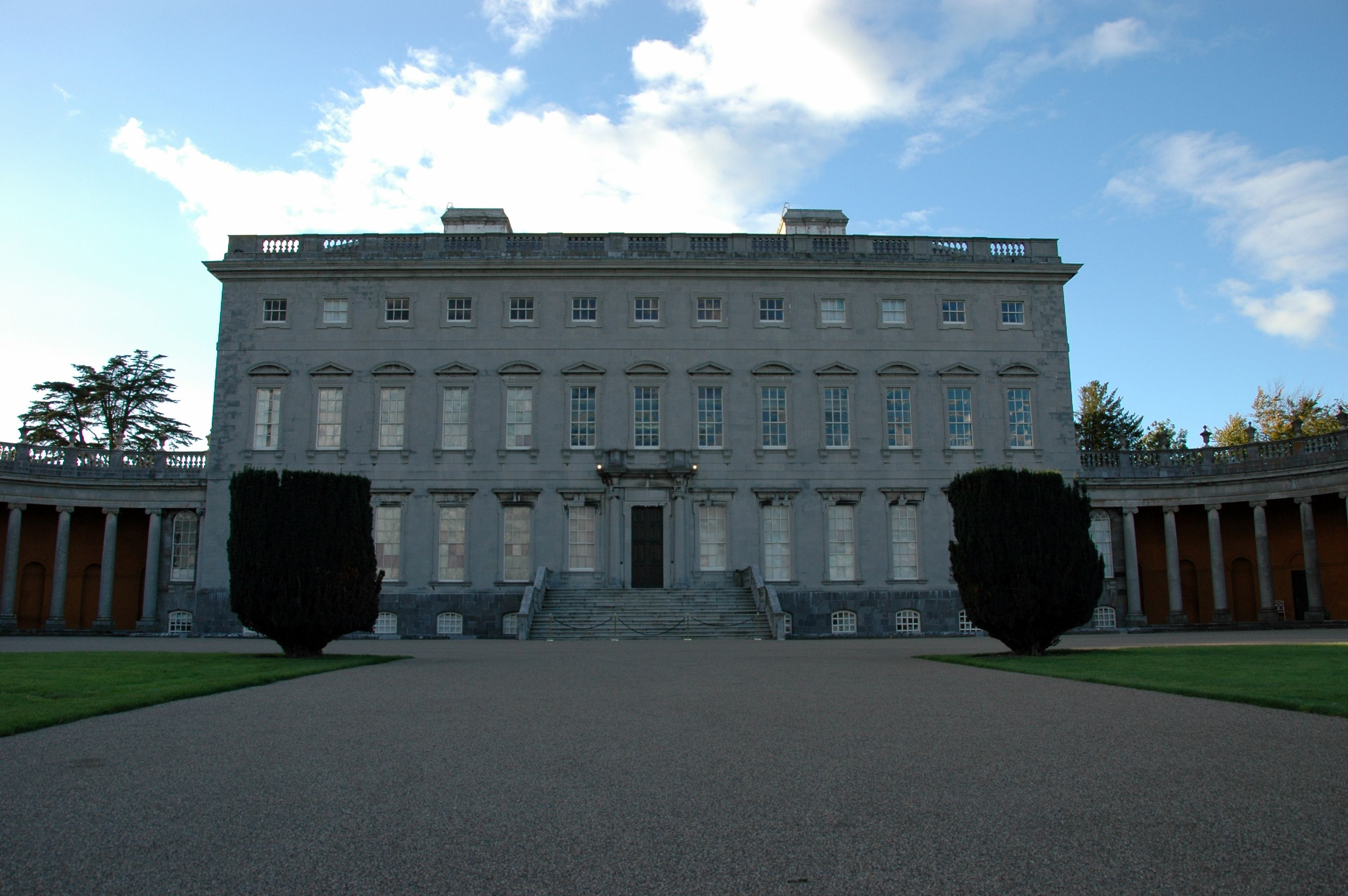
Castletown house de l’architecte italien Alessandro Galilei.
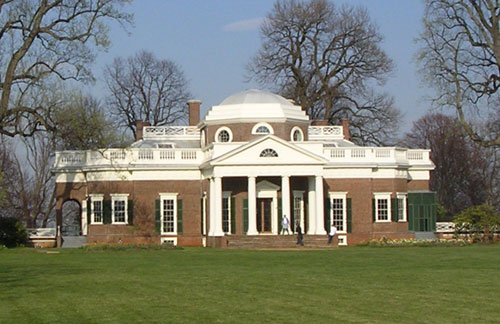
La villa de Thomas Jefferson à Monticello.